# Lista över fornlämningar i Nordanstigs kommun
Lista över fornlämningar i Nordanstigs kommun är en förteckning av ett urval av de fornlämningar som finns i Nordanstigs kommun.

## Bergsjö
| Namn                     | Lämningstyp                      | Tillkomsttid | Historisk indelning  | Plats | Läge                 | ID-nr          | Bild                                 |
| ------------------------ | -------------------------------- | ------------ | -------------------- | ----- | -------------------- | -------------- | ------------------------------------ |
| Bergsjö 1:1              | Hög                              |              | Bergsjö, Hälsingland |       | 61.941538, 17.064842 | 10239600010001 | Ladda upp en bild av detta fornminne |
| Bergsjö 1:2              | Husgrund, förhistorisk/medeltida |              | Bergsjö, Hälsingland |       | 61.941344, 17.064691 | 10239600010002 | Ladda upp en bild av detta fornminne |
| Bergsjö 1:3              | Stensättning                     |              | Bergsjö, Hälsingland |       | 61.941237, 17.065619 | 10239600010003 | Ladda upp en bild av detta fornminne |
| Bergsjö 1:4              | Stensättning                     |              | Bergsjö, Hälsingland |       | 61.941660, 17.064696 | 10239600010004 | Ladda upp en bild av detta fornminne |
| Bergsjö 3:1              | Hög                              |              | Bergsjö, Hälsingland |       | 61.941718, 17.059477 | 10239600030001 | Ladda upp en bild av detta fornminne |
| Bergsjö 4:1              | Gravfält                         |              | Bergsjö, Hälsingland |       | 61.946838, 17.066323 | 10239600040001 | Ladda upp en bild av detta fornminne |
| Bergsjö 5:1              | Hög                              |              | Bergsjö, Hälsingland |       | 61.948108, 17.064428 | 10239600050001 | Ladda upp en bild av detta fornminne |
| Bergsjö 7:1              | Hög                              |              | Bergsjö, Hälsingland |       | 61.953563, 17.073487 | 10239600070001 | Ladda upp en bild av detta fornminne |
| Bergsjö 7:2              | Hög                              |              | Bergsjö, Hälsingland |       | 61.953425, 17.073529 | 10239600070002 | Ladda upp en bild av detta fornminne |
| Bergsjö 7:3              | Hög                              |              | Bergsjö, Hälsingland |       | 61.953365, 17.073721 | 10239600070003 | Ladda upp en bild av detta fornminne |
| Bergsjö 7:4              | Hög                              |              | Bergsjö, Hälsingland |       | 61.953274, 17.073541 | 10239600070004 | Ladda upp en bild av detta fornminne |
| Bergsjö 8:1              | Hög                              |              | Bergsjö, Hälsingland |       | 61.953329, 17.069854 | 10239600080001 | Ladda upp en bild av detta fornminne |
| Bergsjö 8:2              | Hög                              |              | Bergsjö, Hälsingland |       | 61.953231, 17.069662 | 10239600080002 | Ladda upp en bild av detta fornminne |
| Bergsjö 8:3              | Husgrund, förhistorisk/medeltida |              | Bergsjö, Hälsingland |       | 61.953448, 17.069340 | 10239600080003 | Ladda upp en bild av detta fornminne |
| Bergsjö 8:4              | Husgrund, förhistorisk/medeltida |              | Bergsjö, Hälsingland |       | 61.953716, 17.069426 | 10239600080004 | Ladda upp en bild av detta fornminne |
| Bergsjö 11:1             | Hög                              |              | Bergsjö, Hälsingland |       | 61.955161, 17.079007 | 10239600110001 | Ladda upp en bild av detta fornminne |
| Bergsjö 12:1             | Hög                              |              | Bergsjö, Hälsingland |       | 61.955488, 17.077750 | 10239600120001 | Ladda upp en bild av detta fornminne |
| Bergsjö 13:1             | Hög                              |              | Bergsjö, Hälsingland |       | 61.956179, 17.071880 | 10239600130001 | Ladda upp en bild av detta fornminne |
| Bergsjö 13:2             | Hög                              |              | Bergsjö, Hälsingland |       | 61.956335, 17.071736 | 10239600130002 | Ladda upp en bild av detta fornminne |
| Bergsjö 13:3             | Husgrund, förhistorisk/medeltida |              | Bergsjö, Hälsingland |       | 61.956505, 17.071037 | 10239600130003 | Ladda upp en bild av detta fornminne |
| Bergsjö 13:4             | Husgrund, förhistorisk/medeltida |              | Bergsjö, Hälsingland |       | 61.956276, 17.070692 | 10239600130004 | Ladda upp en bild av detta fornminne |
| Bergsjö 16:1             | Hög                              |              | Bergsjö, Hälsingland |       | 61.959702, 17.068817 | 10239600160001 | Ladda upp en bild av detta fornminne |
| Bergsjö 17:1             | Stensättning                     |              | Bergsjö, Hälsingland |       | 61.971178, 17.059724 | 10239600170001 | Ladda upp en bild av detta fornminne |
| Bergsjö 17:2             | Stensättning                     |              | Bergsjö, Hälsingland |       | 61.970977, 17.060172 | 10239600170002 | Ladda upp en bild av detta fornminne |
| Bergsjö 19:1             | Hög                              |              | Bergsjö, Hälsingland |       | 61.974751, 17.063340 | 10239600190001 | Ladda upp en bild av detta fornminne |
| Bergsjö 19:2             | Stensättning                     |              | Bergsjö, Hälsingland |       | 61.974688, 17.063588 | 10239600190002 | Ladda upp en bild av detta fornminne |
| Bergsjö 20:1             | Hög                              |              | Bergsjö, Hälsingland |       | 61.971818, 17.059451 | 10239600200001 | Ladda upp en bild av detta fornminne |
| Bergsjö 21:1             | Stensättning                     |              | Bergsjö, Hälsingland |       | 61.971726, 17.056910 | 10239600210001 | Ladda upp en bild av detta fornminne |
| Bergsjö 21:2             | Stensättning                     |              | Bergsjö, Hälsingland |       | 61.971679, 17.057076 | 10239600210002 | Ladda upp en bild av detta fornminne |
| Bergsjö 21:3             | Stensättning                     |              | Bergsjö, Hälsingland |       | 61.971603, 17.057255 | 10239600210003 | Ladda upp en bild av detta fornminne |
| Bergsjö 21:4             | Stensättning                     |              | Bergsjö, Hälsingland |       | 61.971725, 17.057437 | 10239600210004 | Ladda upp en bild av detta fornminne |
| Bergsjö 21:5             | Hög                              |              | Bergsjö, Hälsingland |       | 61.971230, 17.057431 | 10239600210005 | Ladda upp en bild av detta fornminne |
| Bergsjö 21:6             | Hög                              |              | Bergsjö, Hälsingland |       | 61.971166, 17.057092 | 10239600210006 | Ladda upp en bild av detta fornminne |
| Bergsjö 21:7             | Hög                              |              | Bergsjö, Hälsingland |       | 61.970977, 17.056423 | 10239600210007 | Ladda upp en bild av detta fornminne |
| Bergsjö 24:1             | Hög                              |              | Bergsjö, Hälsingland |       | 61.975344, 17.053875 | 10239600240001 | Ladda upp en bild av detta fornminne |
| Bergsjö 27:1             | Grav- och boplatsområde          |              | Bergsjö, Hälsingland |       | 61.984932, 17.078729 | 10239600270001 | Ladda upp en bild av detta fornminne |
| Bergsjö 30:1             | Hög                              |              | Bergsjö, Hälsingland |       | 61.986357, 17.078467 | 10239600300001 | Ladda upp en bild av detta fornminne |
| Bergsjö 31:1             | Hög                              |              | Bergsjö, Hälsingland |       | 61.988334, 17.080225 | 10239600310001 | Ladda upp en bild av detta fornminne |
| Bergsjö 33:1             | Hög                              |              | Bergsjö, Hälsingland |       | 61.987984, 17.102302 | 10239600330001 | Ladda upp en bild av detta fornminne |
| Bergsjö 33:2             | Hög                              |              | Bergsjö, Hälsingland |       | 61.988116, 17.101621 | 10239600330002 | Ladda upp en bild av detta fornminne |
| Bergsjö 34:1             | Hög                              |              | Bergsjö, Hälsingland |       | 61.987710, 17.105039 | 10239600340001 | Ladda upp en bild av detta fornminne |
| Bergsjö 41:1             | Stensättning                     |              | Bergsjö, Hälsingland |       | 61.974607, 17.113295 | 10239600410001 | Ladda upp en bild av detta fornminne |
| Bergsjö 42:1             | Stensättning                     |              | Bergsjö, Hälsingland |       | 61.974311, 17.114393 | 10239600420001 | Ladda upp en bild av detta fornminne |
| Bergsjö 43:1             | Hög                              |              | Bergsjö, Hälsingland |       | 61.971604, 17.114196 | 10239600430001 | Ladda upp en bild av detta fornminne |
| Bergsjö 46:1             | Grav- och boplatsområde          |              | Bergsjö, Hälsingland |       | 61.971945, 17.102392 | 10239600460001 | Ladda upp en bild av detta fornminne |
| Bergsjö 47:1             | Röse                             |              | Bergsjö, Hälsingland |       | 61.972098, 17.100082 | 10239600470001 | Ladda upp en bild av detta fornminne |
| Bergsjö 47:2             | Stensättning                     |              | Bergsjö, Hälsingland |       | 61.971936, 17.099826 | 10239600470002 | Ladda upp en bild av detta fornminne |
| Bergsjö 47:3             | Stensättning                     |              | Bergsjö, Hälsingland |       | 61.971861, 17.099670 | 10239600470003 | Ladda upp en bild av detta fornminne |
| Bergsjö 47:4             | Stensättning                     |              | Bergsjö, Hälsingland |       | 61.971796, 17.099518 | 10239600470004 | Ladda upp en bild av detta fornminne |
| Bergsjö 48:1             | Stensättning                     |              | Bergsjö, Hälsingland |       | 61.969460, 17.101855 | 10239600480001 | Ladda upp en bild av detta fornminne |
| Bergsjö 48:2             | Stensättning                     |              | Bergsjö, Hälsingland |       | 61.969398, 17.102181 | 10239600480002 | Ladda upp en bild av detta fornminne |
| Bergsjö 52:1             | Hög                              |              | Bergsjö, Hälsingland |       | 61.988373, 17.122356 | 10239600520001 | Ladda upp en bild av detta fornminne |
| Bergsjö 53:1             | Hög                              |              | Bergsjö, Hälsingland |       | 61.994197, 17.111999 | 10239600530001 | Ladda upp en bild av detta fornminne |
| Bergsjö 54:1             | Hög                              |              | Bergsjö, Hälsingland |       | 61.994892, 17.109546 | 10239600540001 | Ladda upp en bild av detta fornminne |
| Bergsjö 54:2             | Hög                              |              | Bergsjö, Hälsingland |       | 61.995060, 17.109604 | 10239600540002 | Ladda upp en bild av detta fornminne |
| Bergsjö 56:1             | Hög                              |              | Bergsjö, Hälsingland |       | 61.982330, 17.058962 | 10239600560001 | Ladda upp en bild av detta fornminne |
| Bergsjö 57:1             | Hög                              |              | Bergsjö, Hälsingland |       | 61.981783, 17.056038 | 10239600570001 | Ladda upp en bild av detta fornminne |
| Bergsjö 59:1             | Hög                              |              | Bergsjö, Hälsingland |       | 61.982038, 17.051949 | 10239600590001 | Ladda upp en bild av detta fornminne |
| Bergsjö 60:1             | Stensättning                     |              | Bergsjö, Hälsingland |       | 61.981417, 17.050961 | 10239600600001 | Ladda upp en bild av detta fornminne |
| Bergsjö 61:1             | Hög                              |              | Bergsjö, Hälsingland |       | 61.980172, 17.052391 | 10239600610001 | Ladda upp en bild av detta fornminne |
| Bergsjö 61:2             | Hög                              |              | Bergsjö, Hälsingland |       | 61.980017, 17.052146 | 10239600610002 | Ladda upp en bild av detta fornminne |
| Bergsjö 61:3             | Stensättning                     |              | Bergsjö, Hälsingland |       | 61.979606, 17.052538 | 10239600610003 | Ladda upp en bild av detta fornminne |
| Bergsjö 62:1             | Hög                              |              | Bergsjö, Hälsingland |       | 61.979411, 17.056206 | 10239600620001 | Ladda upp en bild av detta fornminne |
| Bergsjö 64:1             | Hög                              |              | Bergsjö, Hälsingland |       | 61.950008, 17.061717 | 10239600640001 | Ladda upp en bild av detta fornminne |
| Bergsjö 64:4             | Husgrund, förhistorisk/medeltida |              | Bergsjö, Hälsingland |       | 61.950388, 17.062205 | 10239600640004 | Ladda upp en bild av detta fornminne |
| Bergsjö 65:1             | Gravfält                         |              | Bergsjö, Hälsingland |       | 61.949750, 17.063919 | 10239600650001 | Ladda upp en bild av detta fornminne |
| Bergsjö 69:1             | Hög                              |              | Bergsjö, Hälsingland |       | 61.948129, 17.061923 | 10239600690001 | Ladda upp en bild av detta fornminne |
| Bergsjö 70:1             | Hög                              |              | Bergsjö, Hälsingland |       | 61.968564, 16.992453 | 10239600700001 | Ladda upp en bild av detta fornminne |
| Bergsjö 71:1             | Hög                              |              | Bergsjö, Hälsingland |       | 61.975902, 16.992104 | 10239600710001 | Ladda upp en bild av detta fornminne |
| Bergsjö 72:1             | Stensättning                     |              | Bergsjö, Hälsingland |       | 61.978865, 16.999310 | 10239600720001 | Ladda upp en bild av detta fornminne |
| Bergsjö 72:2             | Stensättning                     |              | Bergsjö, Hälsingland |       | 61.978860, 16.999009 | 10239600720002 | Ladda upp en bild av detta fornminne |
| Bergsjö 74:1             | Hög                              |              | Bergsjö, Hälsingland |       | 61.978618, 17.000781 | 10239600740001 | Ladda upp en bild av detta fornminne |
| Bergsjö 75:1             | Hög                              |              | Bergsjö, Hälsingland |       | 61.983052, 17.021760 | 10239600750001 | Ladda upp en bild av detta fornminne |
| Bergsjö 75:2             | Hög                              |              | Bergsjö, Hälsingland |       | 61.983142, 17.022065 | 10239600750002 | Ladda upp en bild av detta fornminne |
| Bergsjö 75:3             | Hög                              |              | Bergsjö, Hälsingland |       | 61.982985, 17.022008 | 10239600750003 | Ladda upp en bild av detta fornminne |
| Bergsjö 77:1             | Hög                              |              | Bergsjö, Hälsingland |       | 61.987892, 17.017711 | 10239600770001 | Ladda upp en bild av detta fornminne |
| Bergsjö 77:2             | Hög                              |              | Bergsjö, Hälsingland |       | 61.987822, 17.017510 | 10239600770002 | Ladda upp en bild av detta fornminne |
| Bergsjö 78:1             | Hög                              |              | Bergsjö, Hälsingland |       | 61.988375, 17.019345 | 10239600780001 | Ladda upp en bild av detta fornminne |
| Bergsjö 78:2             | Stensättning                     |              | Bergsjö, Hälsingland |       | 61.988356, 17.019634 | 10239600780002 | Ladda upp en bild av detta fornminne |
| Bergsjö 79:1             | Hög                              |              | Bergsjö, Hälsingland |       | 61.989216, 17.021723 | 10239600790001 | Ladda upp en bild av detta fornminne |
| Bergsjö 80:1             | Husgrund, förhistorisk/medeltida |              | Bergsjö, Hälsingland |       | 61.989244, 17.023212 | 10239600800001 | Ladda upp en bild av detta fornminne |
| Bergsjö 81:1             | Hög                              |              | Bergsjö, Hälsingland |       | 61.993103, 17.001457 | 10239600810001 | Ladda upp en bild av detta fornminne |
| Bergsjö 81:2             | Hög                              |              | Bergsjö, Hälsingland |       | 61.993302, 17.001897 | 10239600810002 | Ladda upp en bild av detta fornminne |
| Bergsjö 81:3             | Hög                              |              | Bergsjö, Hälsingland |       | 61.993189, 17.002213 | 10239600810003 | Ladda upp en bild av detta fornminne |
| Bergsjö 81:4             | Hög                              |              | Bergsjö, Hälsingland |       | 61.992968, 17.001314 | 10239600810004 | Ladda upp en bild av detta fornminne |
| Bergsjö 81:5             | Husgrund, förhistorisk/medeltida |              | Bergsjö, Hälsingland |       | 61.992783, 17.000658 | 10239600810005 | Ladda upp en bild av detta fornminne |
| Bergsjö 81:6             | Husgrund, förhistorisk/medeltida |              | Bergsjö, Hälsingland |       | 61.992696, 17.000400 | 10239600810006 | Ladda upp en bild av detta fornminne |
| Hökberget (Bergsjö 82:1) | Fornborg                         |              | Bergsjö, Hälsingland |       | 61.996094, 16.984832 | 10239600820001 | Ladda upp en bild av detta fornminne |
| Bergsjö 83:1             | Hög                              |              | Bergsjö, Hälsingland |       | 61.997634, 16.975808 | 10239600830001 | Ladda upp en bild av detta fornminne |
| Bergsjö 83:2             | Hög                              |              | Bergsjö, Hälsingland |       | 61.997741, 16.976515 | 10239600830002 | Ladda upp en bild av detta fornminne |
| Bergsjö 83:3             | Hög                              |              | Bergsjö, Hälsingland |       | 61.997630, 16.976682 | 10239600830003 | Ladda upp en bild av detta fornminne |
| Bergsjö 84:1             | Hög                              |              | Bergsjö, Hälsingland |       | 61.997035, 16.967912 | 10239600840001 | Ladda upp en bild av detta fornminne |
| Bergsjö 85:1             | Hög                              |              | Bergsjö, Hälsingland |       | 61.996471, 16.967352 | 10239600850001 | Ladda upp en bild av detta fornminne |
| Bergsjö 85:2             | Husgrund, förhistorisk/medeltida |              | Bergsjö, Hälsingland |       | 61.996564, 16.967157 | 10239600850002 | Ladda upp en bild av detta fornminne |
| Bergsjö 86:1             | Hög                              |              | Bergsjö, Hälsingland |       | 61.996941, 16.965072 | 10239600860001 | Ladda upp en bild av detta fornminne |
| Bergsjö 90:1             | Hög                              |              | Bergsjö, Hälsingland |       | 61.998905, 17.054237 | 10239600900001 | Ladda upp en bild av detta fornminne |
| Bergsjö 91:1             | Hög                              |              | Bergsjö, Hälsingland |       | 61.999742, 17.064480 | 10239600910001 | Ladda upp en bild av detta fornminne |
| Bergsjö 95:1             | Hög                              |              | Bergsjö, Hälsingland |       | 62.006285, 17.012173 | 10239600950001 | Ladda upp en bild av detta fornminne |
| Bergsjö 96:1             | Stensättning                     |              | Bergsjö, Hälsingland |       | 61.989707, 17.043412 | 10239600960001 | Ladda upp en bild av detta fornminne |
| Bergsjö 97:1             | Hög                              |              | Bergsjö, Hälsingland |       | 61.991633, 17.043048 | 10239600970001 | Ladda upp en bild av detta fornminne |
| Bergsjö 99:2             | Stensättning                     |              | Bergsjö, Hälsingland |       | 61.990934, 17.045115 | 10239600990002 | Ladda upp en bild av detta fornminne |
| Bergsjö 102:1            | Hög                              |              | Bergsjö, Hälsingland |       | 61.992527, 17.027010 | 10239601020001 | Ladda upp en bild av detta fornminne |
| Bergsjö 110:1            | Hög                              |              | Bergsjö, Hälsingland |       | 61.921041, 17.024273 | 10239601100001 | Ladda upp en bild av detta fornminne |
| Bergsjö 114:1            | Hög                              |              | Bergsjö, Hälsingland |       | 61.924267, 17.009040 | 10239601140001 | Ladda upp en bild av detta fornminne |
| Bergsjö 114:2            | Hög                              |              | Bergsjö, Hälsingland |       | 61.924105, 17.008710 | 10239601140002 | Ladda upp en bild av detta fornminne |
| Bergsjö 117:1            | Husgrund, förhistorisk/medeltida |              | Bergsjö, Hälsingland |       | 61.955046, 17.091189 | 10239601170001 | Ladda upp en bild av detta fornminne |
| Bergsjö 117:3            | Husgrund, förhistorisk/medeltida |              | Bergsjö, Hälsingland |       | 61.954904, 17.091494 | 10239601170003 | Ladda upp en bild av detta fornminne |
| Bergsjö 118:1            | Gravfält                         |              | Bergsjö, Hälsingland |       | 61.956108, 17.086091 | 10239601180001 | Ladda upp en bild av detta fornminne |
| Bergsjö 119:1            | Hög                              |              | Bergsjö, Hälsingland |       | 61.955996, 17.082339 | 10239601190001 | Ladda upp en bild av detta fornminne |
| Bergsjö 120:1            | Hög                              |              | Bergsjö, Hälsingland |       | 61.954635, 17.092323 | 10239601200001 | Ladda upp en bild av detta fornminne |
| Bergsjö 120:2            | Hög                              |              | Bergsjö, Hälsingland |       | 61.954568, 17.092666 | 10239601200002 | Ladda upp en bild av detta fornminne |
| Bergsjö 120:3            | Stensättning                     |              | Bergsjö, Hälsingland |       | 61.954628, 17.092955 | 10239601200003 | Ladda upp en bild av detta fornminne |
| Bergsjö 121:1            | Stensättning                     |              | Bergsjö, Hälsingland |       | 61.957454, 17.102096 | 10239601210001 | Ladda upp en bild av detta fornminne |
| Bergsjö 122:1            | Hög                              |              | Bergsjö, Hälsingland |       | 61.958190, 17.105344 | 10239601220001 | Ladda upp en bild av detta fornminne |
| Bergsjö 123:1            | Hög                              |              | Bergsjö, Hälsingland |       | 61.957256, 17.107488 | 10239601230001 | Ladda upp en bild av detta fornminne |
| Bergsjö 125:1            | Hög                              |              | Bergsjö, Hälsingland |       | 61.965233, 17.125688 | 10239601250001 | Ladda upp en bild av detta fornminne |
| Bergsjö 125:2            | Hög                              |              | Bergsjö, Hälsingland |       | 61.965288, 17.125428 | 10239601250002 | Ladda upp en bild av detta fornminne |
| Bergsjö 129:1            | Hög                              |              | Bergsjö, Hälsingland |       | 61.970735, 17.144319 | 10239601290001 | Ladda upp en bild av detta fornminne |
| Bergsjö 129:2            | Hög                              |              | Bergsjö, Hälsingland |       | 61.970901, 17.144203 | 10239601290002 | Ladda upp en bild av detta fornminne |
| Bergsjö 133:1            | Röse                             |              | Bergsjö, Hälsingland |       | 62.017760, 17.070712 | 10239601330001 | Ladda upp en bild av detta fornminne |
| Bergsjö 136:1            | Hög                              |              | Bergsjö, Hälsingland |       | 62.022209, 17.070732 | 10239601360001 | Ladda upp en bild av detta fornminne |
| Bergsjö 137:1            | Hög                              |              | Bergsjö, Hälsingland |       | 61.995630, 17.086647 | 10239601370001 | Ladda upp en bild av detta fornminne |
| Bergsjö 139:1            | Grav- och boplatsområde          |              | Bergsjö, Hälsingland |       | 62.021056, 17.068316 | 10239601390001 | Ladda upp en bild av detta fornminne |
| Bergsjö 147:1            | Hög                              |              | Bergsjö, Hälsingland |       | 62.029558, 16.912579 | 10239601470001 | Ladda upp en bild av detta fornminne |
| Bergsjö 148:1            | Hög                              |              | Bergsjö, Hälsingland |       | 62.019344, 16.928300 | 10239601480001 | Ladda upp en bild av detta fornminne |
| Bergsjö 150:1            | Hög                              |              | Bergsjö, Hälsingland |       | 61.989926, 17.079964 | 10239601500001 | Ladda upp en bild av detta fornminne |
| Bergsjö 161:1            | Hög                              |              | Bergsjö, Hälsingland |       | 62.014964, 16.933568 | 10239601610001 | Ladda upp en bild av detta fornminne |
| Bergsjö 161:2            | Hög                              |              | Bergsjö, Hälsingland |       | 62.015070, 16.934068 | 10239601610002 | Ladda upp en bild av detta fornminne |
| Bergsjö 162:1            | Hög                              |              | Bergsjö, Hälsingland |       | 62.012115, 16.939677 | 10239601620001 | Ladda upp en bild av detta fornminne |
| Bergsjö 163:1            | Hög                              |              | Bergsjö, Hälsingland |       | 62.011592, 16.943890 | 10239601630001 | Ladda upp en bild av detta fornminne |
| Bergsjö 163:2            | Hög                              |              | Bergsjö, Hälsingland |       | 62.011538, 16.944109 | 10239601630002 | Ladda upp en bild av detta fornminne |
| Bergsjö 164:1            | Hög                              |              | Bergsjö, Hälsingland |       | 62.007349, 16.954048 | 10239601640001 | Ladda upp en bild av detta fornminne |
| Bergsjö 167:1            | Hög                              |              | Bergsjö, Hälsingland |       | 62.011103, 16.923523 | 10239601670001 | Ladda upp en bild av detta fornminne |
| Bergsjö 168:1            | Hög                              |              | Bergsjö, Hälsingland |       | 62.007609, 16.936995 | 10239601680001 | Ladda upp en bild av detta fornminne |
| Bergsjö 168:2            | Husgrund, förhistorisk/medeltida |              | Bergsjö, Hälsingland |       | 62.007669, 16.937352 | 10239601680002 | Ladda upp en bild av detta fornminne |
| Bergsjö 168:3            | Husgrund, förhistorisk/medeltida |              | Bergsjö, Hälsingland |       | 62.007747, 16.937687 | 10239601680003 | Ladda upp en bild av detta fornminne |
| Bergsjö 168:4            | Husgrund, förhistorisk/medeltida |              | Bergsjö, Hälsingland |       | 62.007835, 16.937339 | 10239601680004 | Ladda upp en bild av detta fornminne |
| Bergsjö 169:1            | Hög                              |              | Bergsjö, Hälsingland |       | 62.006922, 16.940181 | 10239601690001 | Ladda upp en bild av detta fornminne |
| Bergsjö 171:1            | Hög                              |              | Bergsjö, Hälsingland |       | 62.005633, 16.938518 | 10239601710001 | Ladda upp en bild av detta fornminne |
| Bergsjö 171:2            | Hög                              |              | Bergsjö, Hälsingland |       | 62.005547, 16.938698 | 10239601710002 | Ladda upp en bild av detta fornminne |
| Bergsjö 172:1            | Hög                              |              | Bergsjö, Hälsingland |       | 61.998335, 16.931664 | 10239601720001 | Ladda upp en bild av detta fornminne |
| Bergsjö 172:2            | Hög                              |              | Bergsjö, Hälsingland |       | 61.997846, 16.931784 | 10239601720002 | Ladda upp en bild av detta fornminne |
| Bergsjö 172:3            | Hög                              |              | Bergsjö, Hälsingland |       | 61.997850, 16.932059 | 10239601720003 | Ladda upp en bild av detta fornminne |
| Bergsjö 172:4            | Husgrund, förhistorisk/medeltida |              | Bergsjö, Hälsingland |       | 61.998186, 16.931670 | 10239601720004 | Ladda upp en bild av detta fornminne |
| Bergsjö 176:1            | Hög                              |              | Bergsjö, Hälsingland |       | 61.997198, 16.923114 | 10239601760001 | Ladda upp en bild av detta fornminne |
| Bergsjö 176:2            | Husgrund, förhistorisk/medeltida |              | Bergsjö, Hälsingland |       | 61.997084, 16.923343 | 10239601760002 | Ladda upp en bild av detta fornminne |
| Bergsjö 177:1            | Hög                              |              | Bergsjö, Hälsingland |       | 61.997791, 16.924437 | 10239601770001 | Ladda upp en bild av detta fornminne |
| Bergsjö 179:1            | Stensättning                     |              | Bergsjö, Hälsingland |       | 62.032848, 16.907593 | 10239601790001 | Ladda upp en bild av detta fornminne |
| Bergsjö 187:1            | Hög                              |              | Bergsjö, Hälsingland |       | 62.002986, 16.974477 | 10239601870001 | Ladda upp en bild av detta fornminne |
| Bergsjö 189:1            | Hög                              |              | Bergsjö, Hälsingland |       | 62.003975, 16.976947 | 10239601890001 | Ladda upp en bild av detta fornminne |
| Bergsjö 189:2            | Hög                              |              | Bergsjö, Hälsingland |       | 62.004071, 16.977114 | 10239601890002 | Ladda upp en bild av detta fornminne |
| Bergsjö 189:3            | Husgrund, förhistorisk/medeltida |              | Bergsjö, Hälsingland |       | 62.004142, 16.978054 | 10239601890003 | Ladda upp en bild av detta fornminne |
| Bergsjö 189:4            | Husgrund, förhistorisk/medeltida |              | Bergsjö, Hälsingland |       | 62.004026, 16.978694 | 10239601890004 | Ladda upp en bild av detta fornminne |
| Bergsjö 193:1            | Hög                              |              | Bergsjö, Hälsingland |       | 62.004786, 16.988813 | 10239601930001 | Ladda upp en bild av detta fornminne |
| Bergsjö 193:2            | Hög                              |              | Bergsjö, Hälsingland |       | 62.004730, 16.989059 | 10239601930002 | Ladda upp en bild av detta fornminne |
| Bergsjö 197:1            | Hög                              |              | Bergsjö, Hälsingland |       | 61.975145, 16.988944 | 10239601970001 | Ladda upp en bild av detta fornminne |
| Bergsjö 198:1            | Hällristning                     |              | Bergsjö, Hälsingland |       | 62.007090, 16.952864 | 10239601980001 | Ladda upp en bild av detta fornminne |
| Bergsjö 201:1            | Husgrund, förhistorisk/medeltida |              | Bergsjö, Hälsingland |       | 61.956710, 17.085237 | 10239602010001 | Ladda upp en bild av detta fornminne |
| Bergsjö 201:2            | Hög                              |              | Bergsjö, Hälsingland |       | 61.956508, 17.085613 | 10239602010002 | Ladda upp en bild av detta fornminne |
| Bergsjö 205:1            | Stensättning                     |              | Bergsjö, Hälsingland |       | 61.941900, 17.058093 | 10239602050001 | Ladda upp en bild av detta fornminne |
| Bergsjö 207:1            | Hög                              |              | Bergsjö, Hälsingland |       | 62.009761, 17.077002 | 10239602070001 | Ladda upp en bild av detta fornminne |
| Bergsjö 209:1            | Stensättning                     |              | Bergsjö, Hälsingland |       | 61.981729, 17.049973 | 10239602090001 | Ladda upp en bild av detta fornminne |
| Bergsjö 210:1            | Stensättning                     |              | Bergsjö, Hälsingland |       | 61.972070, 17.090698 | 10239602100001 | Ladda upp en bild av detta fornminne |
| Bergsjö 212:1            | Stensättning                     |              | Bergsjö, Hälsingland |       | 61.967225, 17.093742 | 10239602120001 | Ladda upp en bild av detta fornminne |
| Bergsjö 212:2            | Stensättning                     |              | Bergsjö, Hälsingland |       | 61.967346, 17.093344 | 10239602120002 | Ladda upp en bild av detta fornminne |
| Bergsjö 216:1            | Hög                              |              | Bergsjö, Hälsingland |       | 61.988745, 17.082564 | 10239602160001 | Ladda upp en bild av detta fornminne |
| Bergsjö 217:1            | Stensättning                     |              | Bergsjö, Hälsingland |       | 61.984450, 17.075676 | 10239602170001 | Ladda upp en bild av detta fornminne |
| Bergsjö 239:1            | Hög                              |              | Bergsjö, Hälsingland |       | 61.973059, 17.098591 | 10239602390001 | Ladda upp en bild av detta fornminne |
| Bergsjö 239:2            | Stensättning                     |              | Bergsjö, Hälsingland |       | 61.972972, 17.097888 | 10239602390002 | Ladda upp en bild av detta fornminne |
| Bergsjö 250:1            | Hög                              |              | Bergsjö, Hälsingland |       | 61.993575, 17.088128 | 10239602500001 | Ladda upp en bild av detta fornminne |
| Bergsjö 250:2            | Husgrund, förhistorisk/medeltida |              | Bergsjö, Hälsingland |       | 61.993396, 17.088555 | 10239602500002 | Ladda upp en bild av detta fornminne |
| Bergsjö 259:1            | Hög                              |              | Bergsjö, Hälsingland |       | 61.989099, 17.046558 | 10239602590001 | Ladda upp en bild av detta fornminne |
| Bergsjö 260:1            | Hög                              |              | Bergsjö, Hälsingland |       | 61.985259, 17.070812 | 10239602600001 | Ladda upp en bild av detta fornminne |
| Bergsjö 277:1            | Hög                              |              | Bergsjö, Hälsingland |       | 61.997540, 17.101178 | 10239602770001 | Ladda upp en bild av detta fornminne |
| Bergsjö 277:2            | Hög                              |              | Bergsjö, Hälsingland |       | 61.997654, 17.101137 | 10239602770002 | Ladda upp en bild av detta fornminne |
| Bergsjö 280:1            | Hög                              |              | Bergsjö, Hälsingland |       | 61.990862, 17.038850 | 10239602800001 | Ladda upp en bild av detta fornminne |
| Bergsjö 288:1            | Hög                              |              | Bergsjö, Hälsingland |       | 61.994252, 17.036241 | 10239602880001 | Ladda upp en bild av detta fornminne |
| Bergsjö 288:2            | Stensättning                     |              | Bergsjö, Hälsingland |       | 61.994153, 17.036087 | 10239602880002 | Ladda upp en bild av detta fornminne |
| Bergsjö 297:1            | Hög                              |              | Bergsjö, Hälsingland |       | 61.984950, 17.071890 | 10239602970001 | Ladda upp en bild av detta fornminne |
| Bergsjö 326:1            | Hög                              |              | Bergsjö, Hälsingland |       | 62.051458, 16.886987 | 10239603260001 | Ladda upp en bild av detta fornminne |
| Bergsjö 350:1            | Stensättning                     |              | Bergsjö, Hälsingland |       | 61.993846, 17.086918 | 10239603500001 | Ladda upp en bild av detta fornminne |
| Bergsjö 350:2            | Stensättning                     |              | Bergsjö, Hälsingland |       | 61.993835, 17.087223 | 10239603500002 | Ladda upp en bild av detta fornminne |
| Bergsjö 350:3            | Stensättning                     |              | Bergsjö, Hälsingland |       | 61.993717, 17.086794 | 10239603500003 | Ladda upp en bild av detta fornminne |
| Bergsjö 398              | Husgrund, förhistorisk/medeltida |              | Bergsjö, Hälsingland |       | 61.983649, 17.081206 | 12000000077007 | Ladda upp en bild av detta fornminne |

## Gnarp
| Namn                       | Lämningstyp                      | Tillkomsttid | Historisk indelning | Plats | Läge                 | ID-nr          | Bild                                 |
| -------------------------- | -------------------------------- | ------------ | ------------------- | ----- | -------------------- | -------------- | ------------------------------------ |
| Gnarp 1:1                  | Gravfält                         |              | Gnarp, Hälsingland  |       | 62.046470, 17.460502 | 10240400010001 | Ladda upp en bild av detta fornminne |
| Gnarp 2:1                  | Gravfält                         |              | Gnarp, Hälsingland  |       | 62.041079, 17.459764 | 10240400020001 | Ladda upp en bild av detta fornminne |
| Gnarp 3:1                  | Röse                             |              | Gnarp, Hälsingland  |       | 62.039317, 17.458083 | 10240400030001 | Ladda upp en bild av detta fornminne |
| Gnarp 4:1                  | Röse                             |              | Gnarp, Hälsingland  |       | 62.046020, 17.447608 | 10240400040001 | Ladda upp en bild av detta fornminne |
| Gnarp 4:2                  | Röse                             |              | Gnarp, Hälsingland  |       | 62.046098, 17.447104 | 10240400040002 | Ladda upp en bild av detta fornminne |
| Gnarp 4:3                  | Röse                             |              | Gnarp, Hälsingland  |       | 62.046121, 17.446434 | 10240400040003 | Ladda upp en bild av detta fornminne |
| Gnarp 6:1                  | Röse                             |              | Gnarp, Hälsingland  |       | 62.038047, 17.458032 | 10240400060001 | Ladda upp en bild av detta fornminne |
| Gnarp 6:2                  | Röse                             |              | Gnarp, Hälsingland  |       | 62.038222, 17.457609 | 10240400060002 | Ladda upp en bild av detta fornminne |
| Gnarp 6:3                  | Stensättning                     |              | Gnarp, Hälsingland  |       | 62.038146, 17.457641 | 10240400060003 | Ladda upp en bild av detta fornminne |
| Gnarp 8:1                  | Stensättning                     |              | Gnarp, Hälsingland  |       | 62.062133, 17.410906 | 10240400080001 | Ladda upp en bild av detta fornminne |
| Gnarp 8:2                  | Stensättning                     |              | Gnarp, Hälsingland  |       | 62.062222, 17.411181 | 10240400080002 | Ladda upp en bild av detta fornminne |
| Gnarp 9:1                  | Stensättning                     |              | Gnarp, Hälsingland  |       | 62.062684, 17.409668 | 10240400090001 | Ladda upp en bild av detta fornminne |
| Ryssgraven (Gnarp 10:1)    | Röse                             |              | Gnarp, Hälsingland  |       | 62.044958, 17.443477 | 10240400100001 | Ladda upp en bild av detta fornminne |
| Gnarp 16:1                 | Hög                              |              | Gnarp, Hälsingland  |       | 62.043252, 17.317479 | 10240400160001 | Ladda upp en bild av detta fornminne |
| Gnarp 16:2                 | Stensättning                     |              | Gnarp, Hälsingland  |       | 62.043258, 17.317753 | 10240400160002 | Ladda upp en bild av detta fornminne |
| Gnarp 18:1                 | Gravfält                         |              | Gnarp, Hälsingland  |       | 62.050609, 17.264237 | 10240400180001 | Ladda upp en bild av detta fornminne |
| Gnarp 19:1                 | Hög                              |              | Gnarp, Hälsingland  |       | 62.057868, 17.260779 | 10240400190001 | Ladda upp en bild av detta fornminne |
| Gnarp 20:1                 | Gravfält                         |              | Gnarp, Hälsingland  |       | 62.057941, 17.268833 | 10240400200001 | Ladda upp en bild av detta fornminne |
| Gnarp 21:1                 | Gravfält                         |              | Gnarp, Hälsingland  |       | 62.063226, 17.274107 | 10240400210001 | Ladda upp en bild av detta fornminne |
| Gnarp 23:1                 | Stensättning                     |              | Gnarp, Hälsingland  |       | 62.064782, 17.277946 | 10240400230001 | Ladda upp en bild av detta fornminne |
| Gnarp 23:2                 | Hög                              |              | Gnarp, Hälsingland  |       | 62.064828, 17.277451 | 10240400230002 | Ladda upp en bild av detta fornminne |
| Gnarp 23:4                 | Hög                              |              | Gnarp, Hälsingland  |       | 62.064689, 17.278474 | 10240400230004 | Ladda upp en bild av detta fornminne |
| Gnarp 24:1                 | Hög                              |              | Gnarp, Hälsingland  |       | 62.065904, 17.282444 | 10240400240001 | Ladda upp en bild av detta fornminne |
| Gnarp 26:1                 | Hög                              |              | Gnarp, Hälsingland  |       | 62.059013, 17.279901 | 10240400260001 | Ladda upp en bild av detta fornminne |
| Gnarp 27:1                 | Hög                              |              | Gnarp, Hälsingland  |       | 62.059148, 17.278304 | 10240400270001 | Ladda upp en bild av detta fornminne |
| Gnarp 27:2                 | Hög                              |              | Gnarp, Hälsingland  |       | 62.058993, 17.278206 | 10240400270002 | Ladda upp en bild av detta fornminne |
| Gnarp 27:3                 | Husgrund, förhistorisk/medeltida |              | Gnarp, Hälsingland  |       | 62.059015, 17.278631 | 10240400270003 | Ladda upp en bild av detta fornminne |
| Gnarp 28:1                 | Hög                              |              | Gnarp, Hälsingland  |       | 62.057463, 17.277039 | 10240400280001 | Ladda upp en bild av detta fornminne |
| Gnarp 31:1                 | Hög                              |              | Gnarp, Hälsingland  |       | 62.070913, 17.263818 | 10240400310001 | Ladda upp en bild av detta fornminne |
| Gnarp 31:2                 | Husgrund, förhistorisk/medeltida |              | Gnarp, Hälsingland  |       | 62.070966, 17.263155 | 10240400310002 | Ladda upp en bild av detta fornminne |
| Gnarp 32:1                 | Hög                              |              | Gnarp, Hälsingland  |       | 62.071636, 17.265086 | 10240400320001 | Ladda upp en bild av detta fornminne |
| Gnarp 33:1                 | Hög                              |              | Gnarp, Hälsingland  |       | 62.056239, 17.257127 | 10240400330001 | Ladda upp en bild av detta fornminne |
| Gnarp 34:1                 | Grav- och boplatsområde          |              | Gnarp, Hälsingland  |       | 62.039679, 17.273591 | 10240400340001 | Ladda upp en bild av detta fornminne |
| Gnarp 37:1                 | Grav- och boplatsområde          |              | Gnarp, Hälsingland  |       | 62.048097, 17.220217 | 10240400370001 | Ladda upp en bild av detta fornminne |
| Gnarp 38:1                 | Hög                              |              | Gnarp, Hälsingland  |       | 62.045923, 17.217384 | 10240400380001 | Ladda upp en bild av detta fornminne |
| Gnarp 38:2                 | Hög                              |              | Gnarp, Hälsingland  |       | 62.045930, 17.217697 | 10240400380002 | Ladda upp en bild av detta fornminne |
| Gnarp 38:3                 | Hög                              |              | Gnarp, Hälsingland  |       | 62.045899, 17.218250 | 10240400380003 | Ladda upp en bild av detta fornminne |
| Gnarp 38:4                 | Husgrund, förhistorisk/medeltida |              | Gnarp, Hälsingland  |       | 62.046318, 17.217357 | 10240400380004 | Ladda upp en bild av detta fornminne |
| Gnarp 39:1                 | Stensättning                     |              | Gnarp, Hälsingland  |       | 62.055033, 17.214790 | 10240400390001 | Ladda upp en bild av detta fornminne |
| Gnarp 40:1                 | Gravfält                         |              | Gnarp, Hälsingland  |       | 62.054171, 17.212979 | 10240400400001 | Ladda upp en bild av detta fornminne |
| Gnarp 42:1                 | Hög                              |              | Gnarp, Hälsingland  |       | 62.058473, 17.210526 | 10240400420001 | Ladda upp en bild av detta fornminne |
| Gnarp 43:1                 | Hög                              |              | Gnarp, Hälsingland  |       | 62.052918, 17.194561 | 10240400430001 | Ladda upp en bild av detta fornminne |
| Gnarp 43:2                 | Hög                              |              | Gnarp, Hälsingland  |       | 62.052973, 17.194311 | 10240400430002 | Ladda upp en bild av detta fornminne |
| Gnarp 45:1                 | Hög                              |              | Gnarp, Hälsingland  |       | 62.046421, 17.190490 | 10240400450001 | Ladda upp en bild av detta fornminne |
| Gnarp 46:1                 | Hög                              |              | Gnarp, Hälsingland  |       | 62.046652, 17.192857 | 10240400460001 | Ladda upp en bild av detta fornminne |
| Gnarp 46:2                 | Hög                              |              | Gnarp, Hälsingland  |       | 62.046540, 17.192586 | 10240400460002 | Ladda upp en bild av detta fornminne |
| Gnarp 46:3                 | Stensättning                     |              | Gnarp, Hälsingland  |       | 62.046518, 17.192872 | 10240400460003 | Ladda upp en bild av detta fornminne |
| Gnarp 46:4                 | Husgrund, förhistorisk/medeltida |              | Gnarp, Hälsingland  |       | 62.046948, 17.193303 | 10240400460004 | Ladda upp en bild av detta fornminne |
| Gnarp 46:5                 | Husgrund, förhistorisk/medeltida |              | Gnarp, Hälsingland  |       | 62.046678, 17.191806 | 10240400460005 | Ladda upp en bild av detta fornminne |
| Gnarp 47:1                 | Husgrund, förhistorisk/medeltida |              | Gnarp, Hälsingland  |       | 62.047176, 17.196102 | 10240400470001 | Ladda upp en bild av detta fornminne |
| Kyrkan (Gnarp 48:1)        | Grav- och boplatsområde          |              | Gnarp, Hälsingland  |       | 62.049637, 17.183782 | 10240400480001 | Ladda upp en bild av detta fornminne |
| Gnarp 49:1                 | Hög                              |              | Gnarp, Hälsingland  |       | 62.050243, 17.184232 | 10240400490001 | Ladda upp en bild av detta fornminne |
| Gnarp 50:1                 | Hög                              |              | Gnarp, Hälsingland  |       | 62.049566, 17.179859 | 10240400500001 | Ladda upp en bild av detta fornminne |
| Gnarp 51:1                 | Husgrund, förhistorisk/medeltida |              | Gnarp, Hälsingland  |       | 62.049110, 17.180162 | 10240400510001 | Ladda upp en bild av detta fornminne |
| Gnarp 52:1                 | Hög                              |              | Gnarp, Hälsingland  |       | 62.046859, 17.148879 | 10240400520001 | Ladda upp en bild av detta fornminne |
| Gnarp 52:2                 | Hög                              |              | Gnarp, Hälsingland  |       | 62.046733, 17.148873 | 10240400520002 | Ladda upp en bild av detta fornminne |
| Gnarp 53:1                 | Hög                              |              | Gnarp, Hälsingland  |       | 62.046359, 17.146530 | 10240400530001 | Ladda upp en bild av detta fornminne |
| Gnarp 54:1                 | Hög                              |              | Gnarp, Hälsingland  |       | 62.045919, 17.146150 | 10240400540001 | Ladda upp en bild av detta fornminne |
| Gnarp 54:2                 | Hög                              |              | Gnarp, Hälsingland  |       | 62.045944, 17.145501 | 10240400540002 | Ladda upp en bild av detta fornminne |
| Gnarp 56:1                 | Hög                              |              | Gnarp, Hälsingland  |       | 62.036717, 17.141864 | 10240400560001 | Ladda upp en bild av detta fornminne |
| Gnarp 57:1                 | Hög                              |              | Gnarp, Hälsingland  |       | 62.038201, 17.143093 | 10240400570001 | Ladda upp en bild av detta fornminne |
| Gnarp 57:2                 | Stensättning                     |              | Gnarp, Hälsingland  |       | 62.038511, 17.143131 | 10240400570002 | Ladda upp en bild av detta fornminne |
| Gnarp 58:1                 | Husgrund, förhistorisk/medeltida |              | Gnarp, Hälsingland  |       | 62.036564, 17.137881 | 10240400580001 | Ladda upp en bild av detta fornminne |
| Gnarp 58:2                 | Husgrund, förhistorisk/medeltida |              | Gnarp, Hälsingland  |       | 62.036920, 17.137874 | 10240400580002 | Ladda upp en bild av detta fornminne |
| Gnarp 59:1                 | Hög                              |              | Gnarp, Hälsingland  |       | 62.041661, 17.112695 | 10240400590001 | Ladda upp en bild av detta fornminne |
| Gnarp 60:1                 | Hög                              |              | Gnarp, Hälsingland  |       | 62.040917, 17.111283 | 10240400600001 | Ladda upp en bild av detta fornminne |
| Gnarp 60:2                 | Hög                              |              | Gnarp, Hälsingland  |       | 62.040998, 17.111450 | 10240400600002 | Ladda upp en bild av detta fornminne |
| Gnarp 60:3                 | Hög                              |              | Gnarp, Hälsingland  |       | 62.041087, 17.111601 | 10240400600003 | Ladda upp en bild av detta fornminne |
| Gnarp 60:4                 | Hög                              |              | Gnarp, Hälsingland  |       | 62.041124, 17.111404 | 10240400600004 | Ladda upp en bild av detta fornminne |
| Gnarp 61:1                 | Hög                              |              | Gnarp, Hälsingland  |       | 62.041215, 17.114585 | 10240400610001 | Ladda upp en bild av detta fornminne |
| Gnarp 61:2                 | Hög                              |              | Gnarp, Hälsingland  |       | 62.041133, 17.114793 | 10240400610002 | Ladda upp en bild av detta fornminne |
| Gnarp 61:3                 | Hög                              |              | Gnarp, Hälsingland  |       | 62.040999, 17.115083 | 10240400610003 | Ladda upp en bild av detta fornminne |
| Gnarp 62:1                 | Hög                              |              | Gnarp, Hälsingland  |       | 62.040728, 17.113838 | 10240400620001 | Ladda upp en bild av detta fornminne |
| Gnarp 63:1                 | Hög                              |              | Gnarp, Hälsingland  |       | 62.038997, 17.097621 | 10240400630001 | Ladda upp en bild av detta fornminne |
| Gnarp 65:1                 | Stensättning                     |              | Gnarp, Hälsingland  |       | 62.045162, 17.124762 | 10240400650001 | Ladda upp en bild av detta fornminne |
| Gnarp 66:1                 | Husgrund, förhistorisk/medeltida |              | Gnarp, Hälsingland  |       | 62.043867, 17.097991 | 10240400660001 | Ladda upp en bild av detta fornminne |
| Gnarp 66:2                 | Husgrund, förhistorisk/medeltida |              | Gnarp, Hälsingland  |       | 62.043816, 17.098026 | 10240400660002 | Ladda upp en bild av detta fornminne |
| Gnarp 66:4                 | Husgrund, förhistorisk/medeltida |              | Gnarp, Hälsingland  |       | 62.043905, 17.097425 | 10240400660004 | Ladda upp en bild av detta fornminne |
| Gnarp 68:1                 | Hög                              |              | Gnarp, Hälsingland  |       | 62.049667, 17.168534 | 10240400680001 | Ladda upp en bild av detta fornminne |
| Gnarp 68:2                 | Stensättning                     |              | Gnarp, Hälsingland  |       | 62.049651, 17.168330 | 10240400680002 | Ladda upp en bild av detta fornminne |
| Gnarp 69:1                 | Hög                              |              | Gnarp, Hälsingland  |       | 62.046010, 17.134292 | 10240400690001 | Ladda upp en bild av detta fornminne |
| Gnarp 70:1                 | Hög                              |              | Gnarp, Hälsingland  |       | 62.045985, 17.142163 | 10240400700001 | Ladda upp en bild av detta fornminne |
| Gnarp 74:1                 | Röse                             |              | Gnarp, Hälsingland  |       | 62.031535, 17.379850 | 10240400740001 | Ladda upp en bild av detta fornminne |
| Gnarp 77:1                 | Röse                             |              | Gnarp, Hälsingland  |       | 62.011601, 17.401515 | 10240400770001 | Ladda upp en bild av detta fornminne |
| Gnarp 77:2                 | Röse                             |              | Gnarp, Hälsingland  |       | 62.011421, 17.401057 | 10240400770002 | Ladda upp en bild av detta fornminne |
| Gnarp 77:3                 | Röse                             |              | Gnarp, Hälsingland  |       | 62.011316, 17.401618 | 10240400770003 | Ladda upp en bild av detta fornminne |
| Vettberget (Gnarp 79:1)    | Fornborg                         |              | Gnarp, Hälsingland  |       | 62.024337, 17.357738 | 10240400790001 | Ladda upp en bild av detta fornminne |
| Gnarp 80:1                 | Röse                             |              | Gnarp, Hälsingland  |       | 62.010289, 17.433111 | 10240400800001 | Ladda upp en bild av detta fornminne |
| Gnarp 80:2                 | Röse                             |              | Gnarp, Hälsingland  |       | 62.010246, 17.433792 | 10240400800002 | Ladda upp en bild av detta fornminne |
| Gnarp 80:3                 | Stensättning                     |              | Gnarp, Hälsingland  |       | 62.010181, 17.433410 | 10240400800003 | Ladda upp en bild av detta fornminne |
| Gnarp 81:1                 | Gravfält                         |              | Gnarp, Hälsingland  |       | 62.004690, 17.448814 | 10240400810001 | Ladda upp en bild av detta fornminne |
| Gnarp 82:1                 | Röse                             |              | Gnarp, Hälsingland  |       | 62.002748, 17.433455 | 10240400820001 | Ladda upp en bild av detta fornminne |
| Gnarp 83:1                 | Röse                             |              | Gnarp, Hälsingland  |       | 62.006204, 17.426594 | 10240400830001 | Ladda upp en bild av detta fornminne |
| Gnarp 84:1                 | Stensättning                     |              | Gnarp, Hälsingland  |       | 62.076756, 17.442404 | 10240400840001 | Ladda upp en bild av detta fornminne |
| Gnarp 84:2                 | Stensättning                     |              | Gnarp, Hälsingland  |       | 62.076717, 17.442992 | 10240400840002 | Ladda upp en bild av detta fornminne |
| Gnarp 86:1                 | Röse                             |              | Gnarp, Hälsingland  |       | 62.076387, 17.451916 | 10240400860001 | Ladda upp en bild av detta fornminne |
| Gnarp 90:1                 | Röse                             |              | Gnarp, Hälsingland  |       | 62.074907, 17.192416 | 10240400900001 | Ladda upp en bild av detta fornminne |
| Gnarp 92:1                 | Röse                             |              | Gnarp, Hälsingland  |       | 62.093914, 17.455362 | 10240400920001 | Ladda upp en bild av detta fornminne |
| Gnarp 92:2                 | Röse                             |              | Gnarp, Hälsingland  |       | 62.093638, 17.455672 | 10240400920002 | Ladda upp en bild av detta fornminne |
| Gnarp 92:3                 | Röse                             |              | Gnarp, Hälsingland  |       | 62.093399, 17.456035 | 10240400920003 | Ladda upp en bild av detta fornminne |
| Gnarp 93:1                 | Stensättning                     |              | Gnarp, Hälsingland  |       | 62.105553, 17.452749 | 10240400930001 | Ladda upp en bild av detta fornminne |
| Gammelkyrkan (Gnarp 100:1) | Husgrund, förhistorisk/medeltida |              | Gnarp, Hälsingland  |       | 62.018254, 17.144248 | 10240401000001 | Ladda upp en bild av detta fornminne |
| Gnarp 107:1                | Röse                             |              | Gnarp, Hälsingland  |       | 62.138150, 17.480391 | 10240401070001 | Ladda upp en bild av detta fornminne |
| Gnarp 107:2                | Röse                             |              | Gnarp, Hälsingland  |       | 62.138105, 17.479570 | 10240401070002 | Ladda upp en bild av detta fornminne |
| Gnarp 120:1                | Husgrund, förhistorisk/medeltida |              | Gnarp, Hälsingland  |       | 62.015566, 17.170441 | 10240401200001 | Ladda upp en bild av detta fornminne |
| Gnarp 127:1                | Hög                              |              | Gnarp, Hälsingland  |       | 62.038966, 17.275357 | 10240401270001 | Ladda upp en bild av detta fornminne |
| Gnarp 127:2                | Husgrund, förhistorisk/medeltida |              | Gnarp, Hälsingland  |       | 62.038824, 17.275211 | 10240401270002 | Ladda upp en bild av detta fornminne |
| Gnarp 146:1                | Gravfält                         |              | Gnarp, Hälsingland  |       | 62.037688, 17.459130 | 10240401460001 | Ladda upp en bild av detta fornminne |
| Gnarp 148:1                | Stensättning                     |              | Gnarp, Hälsingland  |       | 62.003228, 17.432763 | 10240401480001 | Ladda upp en bild av detta fornminne |
| Gnarp 155:1                | Hög                              |              | Gnarp, Hälsingland  |       | 62.065367, 17.281851 | 10240401550001 | Ladda upp en bild av detta fornminne |
| Gammelhamnen (Gnarp 158:1) | Fiskeläge                        |              | Gnarp, Hälsingland  |       | 61.989560, 17.503722 | 10240401580001 | Ladda upp en bild av detta fornminne |
| Gammelhamnen (Gnarp 158:2) | Fiskeläge                        |              | Gnarp, Hälsingland  |       | 61.989157, 17.501605 | 10240401580002 | Ladda upp en bild av detta fornminne |
| Gnarp 174:1                | Röse                             |              | Gnarp, Hälsingland  |       | 62.052170, 17.446951 | 10240401740001 | Ladda upp en bild av detta fornminne |
| Gnarp 176:1                | Stensättning                     |              | Gnarp, Hälsingland  |       | 62.105252, 17.453781 | 10240401760001 | Ladda upp en bild av detta fornminne |
| Gnarp 177:1                | Stensättning                     |              | Gnarp, Hälsingland  |       | 62.092806, 17.456971 | 10240401770001 | Ladda upp en bild av detta fornminne |
| Gnarp 195:1                | Hög                              |              | Gnarp, Hälsingland  |       | 62.071726, 17.263442 | 10240401950001 | Ladda upp en bild av detta fornminne |

## Harmånger
| Namn                         | Lämningstyp                      | Tillkomsttid | Historisk indelning    | Plats | Läge                 | ID-nr          | Bild                                      |
| ---------------------------- | -------------------------------- | ------------ | ---------------------- | ----- | -------------------- | -------------- | ----------------------------------------- |
| Harmånger 1:1                | Röse                             |              | Harmånger, Hälsingland |       | 61.949026, 17.212735 | 10240900010001 | Ladda upp en bild av detta fornminne      |
| Harmånger 4:1                | Hög                              |              | Harmånger, Hälsingland |       | 61.932607, 17.222323 | 10240900040001 | Ladda upp en bild av detta fornminne      |
| Harmånger 5:1                | Hög                              |              | Harmånger, Hälsingland |       | 61.926306, 17.123269 | 10240900050001 | Ladda upp en bild av detta fornminne      |
| Harmånger 5:2                | Hög                              |              | Harmånger, Hälsingland |       | 61.926108, 17.123280 | 10240900050002 | Ladda upp en bild av detta fornminne      |
| Harmånger 6:1                | Hög                              |              | Harmånger, Hälsingland |       | 61.923782, 17.136588 | 10240900060001 | Ladda upp en bild av detta fornminne      |
| Harmånger 6:2                | Hög                              |              | Harmånger, Hälsingland |       | 61.923678, 17.136596 | 10240900060002 | Ladda upp en bild av detta fornminne      |
| Harmånger 6:3                | Hög                              |              | Harmånger, Hälsingland |       | 61.923673, 17.136322 | 10240900060003 | Ladda upp en bild av detta fornminne      |
| Harmånger 6:4                | Husgrund, förhistorisk/medeltida |              | Harmånger, Hälsingland |       | 61.923311, 17.136781 | 10240900060004 | Ladda upp en bild av detta fornminne      |
| Harmånger 11:1               | Hög                              |              | Harmånger, Hälsingland |       | 61.936949, 17.086786 | 10240900110001 | Ladda upp en bild av detta fornminne      |
| Harmånger 12:1               | Husgrund, förhistorisk/medeltida |              | Harmånger, Hälsingland |       | 61.937064, 17.089844 | 10240900120001 | Ladda upp en bild av detta fornminne      |
| Harmånger 12:2               | Hög                              |              | Harmånger, Hälsingland |       | 61.937136, 17.090088 | 10240900120002 | Ladda upp en bild av detta fornminne      |
| Harmånger 12:3               | Hög                              |              | Harmånger, Hälsingland |       | 61.936951, 17.090374 | 10240900120003 | Ladda upp en bild av detta fornminne      |
| Harmånger 12:4               | Hög                              |              | Harmånger, Hälsingland |       | 61.936961, 17.090622 | 10240900120004 | Ladda upp en bild av detta fornminne      |
| Harmånger 12:5               | Husgrund, förhistorisk/medeltida |              | Harmånger, Hälsingland |       | 61.936569, 17.090980 | 10240900120005 | Ladda upp en bild av detta fornminne      |
| Harmånger 12:6               | Husgrund, förhistorisk/medeltida |              | Harmånger, Hälsingland |       | 61.936401, 17.091169 | 10240900120006 | Ladda upp en bild av detta fornminne      |
| Harmånger 12:7               | Husgrund, förhistorisk/medeltida |              | Harmånger, Hälsingland |       | 61.937064, 17.089538 | 10240900120007 | Ladda upp en bild av detta fornminne      |
| Harmånger 13:1               | Hög                              |              | Harmånger, Hälsingland |       | 61.932444, 17.224533 | 10240900130001 | Ladda upp en bild av detta fornminne      |
| Harmånger 13:2               | Husgrund, förhistorisk/medeltida |              | Harmånger, Hälsingland |       | 61.932941, 17.224745 | 10240900130002 | Ladda upp en bild av detta fornminne      |
| Harmånger 13:3               | Stensättning                     |              | Harmånger, Hälsingland |       | 61.932283, 17.224226 | 10240900130003 | Ladda upp en bild av detta fornminne      |
| Harmånger 14:1               | Röse                             |              | Harmånger, Hälsingland |       | 61.937544, 17.244602 | 10240900140001 | Ladda upp en bild av detta fornminne      |
| Harmånger 16:1               | Stensättning                     |              | Harmånger, Hälsingland |       | 61.932440, 17.240194 | 10240900160001 | Ladda upp en bild av detta fornminne      |
| Harmånger 16:2               | Stensättning                     |              | Harmånger, Hälsingland |       | 61.932295, 17.240179 | 10240900160002 | Ladda upp en bild av detta fornminne      |
| Harmånger 17:1               | Hög                              |              | Harmånger, Hälsingland |       | 61.935050, 17.260819 | 10240900170001 | Ladda upp en bild av detta fornminne      |
| Harmånger 17:2               | Hög                              |              | Harmånger, Hälsingland |       | 61.935177, 17.260840 | 10240900170002 | Ladda upp en bild av detta fornminne      |
| Harmånger 17:3               | Hög                              |              | Harmånger, Hälsingland |       | 61.935039, 17.259968 | 10240900170003 | Ladda upp en bild av detta fornminne      |
| Harmånger 17:4               | Hög                              |              | Harmånger, Hälsingland |       | 61.935061, 17.259760 | 10240900170004 | Ladda upp en bild av detta fornminne      |
| Harmånger 19:1               | Stensättning                     |              | Harmånger, Hälsingland |       | 61.939768, 17.261577 | 10240900190001 | Ladda upp en bild av detta fornminne      |
| Harmånger 21:1               | Röse                             |              | Harmånger, Hälsingland |       | 61.925115, 17.328069 | 10240900210001 | Ladda upp en bild av detta fornminne      |
| Harmånger 28:1               | Röse                             |              | Harmånger, Hälsingland |       | 61.906881, 17.205098 | 10240900280001 | Ladda upp en bild av detta fornminne      |
| Harmånger 29:1               | Hög                              |              | Harmånger, Hälsingland |       | 61.906085, 17.207554 | 10240900290001 | Ladda upp en bild av detta fornminne      |
| Harmånger 29:2               | Hög                              |              | Harmånger, Hälsingland |       | 61.905991, 17.207516 | 10240900290002 | Ladda upp en bild av detta fornminne      |
| Harmånger 29:3               | Stensättning                     |              | Harmånger, Hälsingland |       | 61.905887, 17.207562 | 10240900290003 | Ladda upp en bild av detta fornminne      |
| Harmånger 32:1               | Hög                              |              | Harmånger, Hälsingland |       | 61.903280, 17.162930 | 10240900320001 | Ladda upp en bild av detta fornminne      |
| Harmånger 32:2               | Hög                              |              | Harmånger, Hälsingland |       | 61.903120, 17.163118 | 10240900320002 | Ladda upp en bild av detta fornminne      |
| Harmånger 33:1               | Röse                             |              | Harmånger, Hälsingland |       | 61.893118, 17.227690 | 10240900330001 | Ladda upp en bild av detta fornminne      |
| Harmånger 33:2               | Röse                             |              | Harmånger, Hälsingland |       | 61.893536, 17.227668 | 10240900330002 | Ladda upp en bild av detta fornminne      |
| Harmånger 33:3               | Röse                             |              | Harmånger, Hälsingland |       | 61.893534, 17.227844 | 10240900330003 | Ladda upp en bild av detta fornminne      |
| Harmånger 33:4               | Stensättning                     |              | Harmånger, Hälsingland |       | 61.893750, 17.227676 | 10240900330004 | Ladda upp en bild av detta fornminne      |
| Harmånger 34:1               | Stensättning                     |              | Harmånger, Hälsingland |       | 61.909646, 17.183379 | 10240900340001 | Ladda upp en bild av detta fornminne      |
| Harmånger 35:1               | Hög                              |              | Harmånger, Hälsingland |       | 61.909275, 17.180277 | 10240900350001 | Ladda upp en bild av detta fornminne      |
| Harmånger 36:1               | Hög                              |              | Harmånger, Hälsingland |       | 61.907793, 17.168943 | 10240900360001 | Ladda upp en bild av detta fornminne      |
| Harmånger 36:2               | Hög                              |              | Harmånger, Hälsingland |       | 61.907756, 17.169663 | 10240900360002 | Ladda upp en bild av detta fornminne      |
| Harmånger 37:1               | Stensättning                     |              | Harmånger, Hälsingland |       | 61.907790, 17.172292 | 10240900370001 | Ladda upp en bild av detta fornminne      |
| Harmånger 38:1               | Grav- och boplatsområde          |              | Harmånger, Hälsingland |       | 61.904318, 17.171058 | 10240900380001 | Ladda upp en bild av detta fornminne      |
| Harmånger 39:1               | Hög                              |              | Harmånger, Hälsingland |       | 61.903725, 17.175827 | 10240900390001 | Ladda upp en bild av detta fornminne      |
| Harmånger 42:1               | Stensättning                     |              | Harmånger, Hälsingland |       | 61.905269, 17.187945 | 10240900420001 | Ladda upp en bild av detta fornminne      |
| Harmånger 42:2               | Stensättning                     |              | Harmånger, Hälsingland |       | 61.905244, 17.188508 | 10240900420002 | Ladda upp en bild av detta fornminne      |
| Harmånger 42:3               | Röse                             |              | Harmånger, Hälsingland |       | 61.905073, 17.188551 | 10240900420003 | Ladda upp en bild av detta fornminne      |
| Harmånger 42:4               | Stensättning                     |              | Harmånger, Hälsingland |       | 61.904991, 17.188749 | 10240900420004 | Ladda upp en bild av detta fornminne      |
| Harmånger 43:1               | Röse                             |              | Harmånger, Hälsingland |       | 61.877046, 17.157639 | 10240900430001 | Ladda upp en bild av detta fornminne      |
| Harmånger 43:2               | Röse                             |              | Harmånger, Hälsingland |       | 61.877142, 17.157709 | 10240900430002 | Ladda upp en bild av detta fornminne      |
| Harmånger 43:3               | Röse                             |              | Harmånger, Hälsingland |       | 61.876698, 17.157604 | 10240900430003 | Ladda upp en bild av detta fornminne      |
| Harmånger 43:4               | Röse                             |              | Harmånger, Hälsingland |       | 61.876621, 17.157596 | 10240900430004 | Ladda upp en bild av detta fornminne      |
| Harmånger 43:5               | Röse                             |              | Harmånger, Hälsingland |       | 61.876527, 17.157276 | 10240900430005 | Ladda upp en bild av detta fornminne      |
| Harmånger 44:1               | Hög                              |              | Harmånger, Hälsingland |       | 61.909178, 17.197356 | 10240900440001 | Ladda upp en bild av detta fornminne      |
| Harmånger 44:2               | Hög                              |              | Harmånger, Hälsingland |       | 61.908984, 17.197349 | 10240900440002 | Ladda upp en bild av detta fornminne      |
| Harmånger 44:3               | Hög                              |              | Harmånger, Hälsingland |       | 61.908647, 17.197410 | 10240900440003 | Ladda upp en bild av detta fornminne      |
| Harmånger 44:4               | Husgrund, förhistorisk/medeltida |              | Harmånger, Hälsingland |       | 61.908893, 17.197694 | 10240900440004 | Ladda upp en bild av detta fornminne      |
| Harmånger 44:5               | Husgrund, förhistorisk/medeltida |              | Harmånger, Hälsingland |       | 61.908782, 17.197600 | 10240900440005 | Ladda upp en bild av detta fornminne      |
| Harmånger 45:1               | Stensättning                     |              | Harmånger, Hälsingland |       | 61.909116, 17.174675 | 10240900450001 | Ladda upp en bild av detta fornminne      |
| Harmånger 45:2               | Stensättning                     |              | Harmånger, Hälsingland |       | 61.909114, 17.174420 | 10240900450002 | Ladda upp en bild av detta fornminne      |
| Borgön (Harmånger 47:1)      | Fornborg                         |              | Harmånger, Hälsingland |       | 61.938956, 17.105751 | 10240900470001 | Ladda upp en bild av detta fornminne      |
| Harmånger 48:1               | Röse                             |              | Harmånger, Hälsingland |       | 61.885110, 17.249186 | 10240900480001 | Ladda upp en bild av detta fornminne      |
| Harmånger 49:1               | Röse                             |              | Harmånger, Hälsingland |       | 61.888134, 17.338401 | 10240900490001 | Ladda upp en bild av detta fornminne      |
| Harmånger 49:2               | Röse                             |              | Harmånger, Hälsingland |       | 61.888107, 17.337959 | 10240900490002 | Ladda upp en bild av detta fornminne      |
| Harmånger 49:3               | Röse                             |              | Harmånger, Hälsingland |       | 61.887820, 17.338101 | 10240900490003 | Ladda upp en bild av detta fornminne      |
| Harmånger 49:4               | Stensättning                     |              | Harmånger, Hälsingland |       | 61.887920, 17.338155 | 10240900490004 | Ladda upp en bild av detta fornminne      |
| Harmånger 50:1               | Röse                             |              | Harmånger, Hälsingland |       | 61.904538, 17.340983 | 10240900500001 | Ladda upp en bild av detta fornminne      |
| Harmånger 51:1               | Stensättning                     |              | Harmånger, Hälsingland |       | 61.903495, 17.343478 | 10240900510001 | Ladda upp en bild av detta fornminne      |
| Harmånger 52:1               | Röse                             |              | Harmånger, Hälsingland |       | 61.899619, 17.342098 | 10240900520001 | Ladda upp en bild av detta fornminne      |
| Harmånger 52:2               | Stensättning                     |              | Harmånger, Hälsingland |       | 61.899535, 17.342009 | 10240900520002 | Ladda upp en bild av detta fornminne      |
| Harmånger 52:3               | Stensättning                     |              | Harmånger, Hälsingland |       | 61.899696, 17.342216 | 10240900520003 | Ladda upp en bild av detta fornminne      |
| Harmånger 52:4               | Stensättning                     |              | Harmånger, Hälsingland |       | 61.899239, 17.343020 | 10240900520004 | Ladda upp en bild av detta fornminne      |
| Harmånger 57:1               | Röse                             |              | Harmånger, Hälsingland |       | 61.860292, 17.281368 | 10240900570001 | Ladda upp en bild av detta fornminne      |
| Harmånger 57:2               | Röse                             |              | Harmånger, Hälsingland |       | 61.860178, 17.281314 | 10240900570002 | Ladda upp en bild av detta fornminne      |
| Harmånger 58:1               | Gravfält                         |              | Harmånger, Hälsingland |       | 61.862351, 17.280719 | 10240900580001 | Ladda upp en bild av detta fornminne      |
| Harmånger 62:1               | Hög                              |              | Harmånger, Hälsingland |       | 61.896917, 17.104654 | 10240900620001 | Ladda upp en bild av detta fornminne      |
| Harmånger 65:1               | Hög                              |              | Harmånger, Hälsingland |       | 61.905758, 17.094210 | 10240900650001 | Ladda upp en bild av detta fornminne      |
| Harmånger 67:1               | Röse                             |              | Harmånger, Hälsingland |       | 61.918233, 17.192149 | 10240900670001 | Ladda upp en bild av detta fornminne      |
| Harmånger 67:2               | Röse                             |              | Harmånger, Hälsingland |       | 61.918449, 17.191875 | 10240900670002 | Ladda upp en bild av detta fornminne      |
| Harmånger 68:1               | Röse                             |              | Harmånger, Hälsingland |       | 61.919512, 17.193549 | 10240900680001 | Ladda upp en bild av detta fornminne      |
| Harmånger 70:1               | Röse                             |              | Harmånger, Hälsingland |       | 61.874314, 17.323471 | 10240900700001 | Ladda upp en bild av detta fornminne      |
| Harmånger 71:1               | Röse                             |              | Harmånger, Hälsingland |       | 61.875767, 17.321280 | 10240900710001 | Ladda upp en bild av detta fornminne      |
| Harmånger 77:1               | Stensättning                     |              | Harmånger, Hälsingland |       | 61.864771, 17.320046 | 10240900770001 | Ladda upp en till bild av detta fornminne |
| Harmånger 80:1               | Stensättning                     |              | Harmånger, Hälsingland |       | 61.910372, 17.184571 | 10240900800001 | Ladda upp en bild av detta fornminne      |
| Harmånger 80:2               | Hög                              |              | Harmånger, Hälsingland |       | 61.910449, 17.184664 | 10240900800002 | Ladda upp en bild av detta fornminne      |
| Harmånger 81:1               | Husgrund, förhistorisk/medeltida |              | Harmånger, Hälsingland |       | 61.929059, 17.199352 | 10240900810001 | Ladda upp en bild av detta fornminne      |
| Harmånger 82:1               | Stensättning                     |              | Harmånger, Hälsingland |       | 61.889767, 17.258168 | 10240900820001 | Ladda upp en bild av detta fornminne      |
| Harmånger 88:1               | Hög                              |              | Harmånger, Hälsingland |       | 61.936356, 17.137304 | 10240900880001 | Ladda upp en bild av detta fornminne      |
| Harmånger 88:2               | Hög                              |              | Harmånger, Hälsingland |       | 61.936508, 17.137234 | 10240900880002 | Ladda upp en bild av detta fornminne      |
| Harmånger 88:3               | Husgrund, förhistorisk/medeltida |              | Harmånger, Hälsingland |       | 61.936337, 17.136781 | 10240900880003 | Ladda upp en bild av detta fornminne      |
| Harmånger 89:1               | Hög                              |              | Harmånger, Hälsingland |       | 61.907669, 17.167680 | 10240900890001 | Ladda upp en bild av detta fornminne      |
| Harmånger 89:2               | Husgrund, förhistorisk/medeltida |              | Harmånger, Hälsingland |       | 61.907365, 17.167536 | 10240900890002 | Ladda upp en bild av detta fornminne      |
| Harmånger 95:1               | Röse                             |              | Harmånger, Hälsingland |       | 61.892921, 17.317810 | 10240900950001 | Ladda upp en bild av detta fornminne      |
| Harmånger 95:2               | Röse                             |              | Harmånger, Hälsingland |       | 61.892896, 17.318091 | 10240900950002 | Ladda upp en bild av detta fornminne      |
| Harmånger 95:3               | Stensättning                     |              | Harmånger, Hälsingland |       | 61.892841, 17.318252 | 10240900950003 | Ladda upp en bild av detta fornminne      |
| Harmånger 97:1               | Hög                              |              | Harmånger, Hälsingland |       | 61.924617, 17.249798 | 10240900970001 | Ladda upp en bild av detta fornminne      |
| Harmånger 99:1               | Hög                              |              | Harmånger, Hälsingland |       | 61.922904, 17.247098 | 10240900990001 | Ladda upp en bild av detta fornminne      |
| Harmånger 99:2               | Stensättning                     |              | Harmånger, Hälsingland |       | 61.923121, 17.247573 | 10240900990002 | Ladda upp en bild av detta fornminne      |
| Harmånger 99:3               | Husgrund, förhistorisk/medeltida |              | Harmånger, Hälsingland |       | 61.922667, 17.247734 | 10240900990003 | Ladda upp en bild av detta fornminne      |
| Harmånger 109:1              | Stensättning                     |              | Harmånger, Hälsingland |       | 61.939954, 17.203372 | 10240901090001 | Ladda upp en bild av detta fornminne      |
| Harmånger 109:2              | Röse                             |              | Harmånger, Hälsingland |       | 61.939843, 17.203577 | 10240901090002 | Ladda upp en bild av detta fornminne      |
| Harmånger 109:3              | Stensättning                     |              | Harmånger, Hälsingland |       | 61.939735, 17.203786 | 10240901090003 | Ladda upp en bild av detta fornminne      |
| Harmånger 111:1              | Husgrund, förhistorisk/medeltida |              | Harmånger, Hälsingland |       | 61.951515, 17.107728 | 10240901110001 | Ladda upp en bild av detta fornminne      |
| Harmånger 111:2              | Husgrund, förhistorisk/medeltida |              | Harmånger, Hälsingland |       | 61.951941, 17.107488 | 10240901110002 | Ladda upp en bild av detta fornminne      |
| Harmånger 111:3              | Husgrund, förhistorisk/medeltida |              | Harmånger, Hälsingland |       | 61.951862, 17.108166 | 10240901110003 | Ladda upp en bild av detta fornminne      |
| Harmånger 111:5              | Husgrund, förhistorisk/medeltida |              | Harmånger, Hälsingland |       | 61.951599, 17.108882 | 10240901110005 | Ladda upp en bild av detta fornminne      |
| Harmånger 112:1              | Husgrund, förhistorisk/medeltida |              | Harmånger, Hälsingland |       | 61.952209, 17.105218 | 10240901120001 | Ladda upp en bild av detta fornminne      |
| Harmånger 112:2              | Husgrund, förhistorisk/medeltida |              | Harmånger, Hälsingland |       | 61.952242, 17.105740 | 10240901120002 | Ladda upp en bild av detta fornminne      |
| Harmånger 112:3              | Husgrund, förhistorisk/medeltida |              | Harmånger, Hälsingland |       | 61.952434, 17.106011 | 10240901120003 | Ladda upp en bild av detta fornminne      |
| Harmånger 112:4              | Husgrund, förhistorisk/medeltida |              | Harmånger, Hälsingland |       | 61.952450, 17.104584 | 10240901120004 | Ladda upp en bild av detta fornminne      |
| Harmånger 112:5              | Husgrund, förhistorisk/medeltida |              | Harmånger, Hälsingland |       | 61.952649, 17.104956 | 10240901120005 | Ladda upp en bild av detta fornminne      |
| Harmånger 114:1              | Stensättning                     |              | Harmånger, Hälsingland |       | 61.905577, 17.209028 | 10240901140001 | Ladda upp en bild av detta fornminne      |
| Harmånger 115:1              | Stensättning                     |              | Harmånger, Hälsingland |       | 61.905502, 17.180573 | 10240901150001 | Ladda upp en bild av detta fornminne      |
| Harmånger 115:2              | Stensättning                     |              | Harmånger, Hälsingland |       | 61.905544, 17.180286 | 10240901150002 | Ladda upp en bild av detta fornminne      |
| Harmånger 115:3              | Hög                              |              | Harmånger, Hälsingland |       | 61.905625, 17.180509 | 10240901150003 | Ladda upp en bild av detta fornminne      |
| Harmånger 115:4              | Stensättning                     |              | Harmånger, Hälsingland |       | 61.905633, 17.180824 | 10240901150004 | Ladda upp en bild av detta fornminne      |
| Harmånger 116:1              | Stensättning                     |              | Harmånger, Hälsingland |       | 61.911597, 17.186666 | 10240901160001 | Ladda upp en bild av detta fornminne      |
| Harmånger 119:1              | Hög                              |              | Harmånger, Hälsingland |       | 61.909328, 17.196199 | 10240901190001 | Ladda upp en bild av detta fornminne      |
| Harmånger 119:2              | Hög                              |              | Harmånger, Hälsingland |       | 61.909365, 17.195990 | 10240901190002 | Ladda upp en bild av detta fornminne      |
| Harmånger 120:1              | Husgrund, förhistorisk/medeltida |              | Harmånger, Hälsingland |       | 61.906494, 17.205801 | 10240901200001 | Ladda upp en bild av detta fornminne      |
| Harmånger 120:2              | Husgrund, förhistorisk/medeltida |              | Harmånger, Hälsingland |       | 61.906602, 17.205772 | 10240901200002 | Ladda upp en bild av detta fornminne      |
| Harmånger 132:1              | Hög                              |              | Harmånger, Hälsingland |       | 61.908339, 17.093843 | 10240901320001 | Ladda upp en bild av detta fornminne      |
| Harmånger 133:1              | Hög                              |              | Harmånger, Hälsingland |       | 61.907731, 17.100881 | 10240901330001 | Ladda upp en bild av detta fornminne      |
| Harmånger 133:2              | Husgrund, förhistorisk/medeltida |              | Harmånger, Hälsingland |       | 61.907388, 17.100547 | 10240901330002 | Ladda upp en bild av detta fornminne      |
| Harmånger 134:1              | Hög                              |              | Harmånger, Hälsingland |       | 61.904423, 17.054317 | 10240901340001 | Ladda upp en bild av detta fornminne      |
| Harmånger 137:1              | Stensättning                     |              | Harmånger, Hälsingland |       | 61.927106, 17.248132 | 10240901370001 | Ladda upp en bild av detta fornminne      |
| Harmånger 142:1              | Stensättning                     |              | Harmånger, Hälsingland |       | 61.886121, 17.363134 | 10240901420001 | Ladda upp en bild av detta fornminne      |
| Harmånger 143:1              | Röse                             |              | Harmånger, Hälsingland |       | 61.878582, 17.280190 | 10240901430001 | Ladda upp en bild av detta fornminne      |
| Harmånger 151:1              | Hög                              |              | Harmånger, Hälsingland |       | 61.893233, 17.133739 | 10240901510001 | Ladda upp en bild av detta fornminne      |
| Konungshuset (Harmånger 186) | Husgrund, historisk tid          |              | Harmånger, Hälsingland |       | 61.889575, 17.285153 | 12000000021057 | Ladda upp en bild av detta fornminne      |
| Harmånger 223                | Skåre/jaktvärn                   |              | Harmånger, Hälsingland |       | 61.511062, 17.191428 | 12000000046388 | Ladda upp en till bild av detta fornminne |
| Harmånger 252                | Skåre/jaktvärn                   |              | Harmånger, Hälsingland |       | 61.511198, 17.191455 | 12000000046789 | Ladda upp en till bild av detta fornminne |
| Harmånger 258                | Gränsmärke                       |              | Harmånger, Hälsingland |       | 61.511408, 17.184504 | 12000000046795 | Ladda upp en till bild av detta fornminne |
| Harmånger 288                | Stensättning                     |              | Harmånger, Hälsingland |       | 61.870632, 17.348840 | 12000000064880 | Ladda upp en bild av detta fornminne      |

## Hassela
| Namn        | Lämningstyp      | Tillkomsttid | Historisk indelning  | Plats | Läge                 | ID-nr          | Bild                                      |
| ----------- | ---------------- | ------------ | -------------------- | ----- | -------------------- | -------------- | ----------------------------------------- |
| Hassela 1:1 | Gravfält         |              | Hassela, Hälsingland |       | 62.098255, 16.726813 | 10241000010001 | Ladda upp en till bild av detta fornminne |
| Hassela 2:1 | Begravningsplats |              | Hassela, Hälsingland |       | 62.099632, 16.730572 | 10241000020001 | Ladda upp en till bild av detta fornminne |
| Hassela 2:4 | Kyrka/kapell     |              | Hassela, Hälsingland |       | 62.099654, 16.730732 | 10241000020004 | Ladda upp en till bild av detta fornminne |

## Ilsbo
| Namn                   | Lämningstyp                      | Tillkomsttid | Historisk indelning | Plats | Läge                 | ID-nr          | Bild                                 |
| ---------------------- | -------------------------------- | ------------ | ------------------- | ----- | -------------------- | -------------- | ------------------------------------ |
| Ilsbo 1:1              | Hög                              |              | Ilsbo, Hälsingland  |       | 61.849025, 17.059500 | 10241800010001 | Ladda upp en bild av detta fornminne |
| Ilsbo 1:2              | Stensättning                     |              | Ilsbo, Hälsingland  |       | 61.848933, 17.059337 | 10241800010002 | Ladda upp en bild av detta fornminne |
| Ilsbo 1:3              | Stensättning                     |              | Ilsbo, Hälsingland  |       | 61.848926, 17.059173 | 10241800010003 | Ladda upp en bild av detta fornminne |
| Ilsbo 1:4              | Hög                              |              | Ilsbo, Hälsingland  |       | 61.848865, 17.059987 | 10241800010004 | Ladda upp en bild av detta fornminne |
| Ilsbo 1:5              | Husgrund, förhistorisk/medeltida |              | Ilsbo, Hälsingland  |       | 61.848618, 17.059270 | 10241800010005 | Ladda upp en bild av detta fornminne |
| Ilsbo 1:6              | Husgrund, förhistorisk/medeltida |              | Ilsbo, Hälsingland  |       | 61.848518, 17.059391 | 10241800010006 | Ladda upp en bild av detta fornminne |
| Ilsbo 1:7              | Husgrund, förhistorisk/medeltida |              | Ilsbo, Hälsingland  |       | 61.848525, 17.059068 | 10241800010007 | Ladda upp en bild av detta fornminne |
| Ilsbo 2:1              | Hög                              |              | Ilsbo, Hälsingland  |       | 61.848197, 17.064434 | 10241800020001 | Ladda upp en bild av detta fornminne |
| Ilsbo 2:2              | Hög                              |              | Ilsbo, Hälsingland  |       | 61.848169, 17.064600 | 10241800020002 | Ladda upp en bild av detta fornminne |
| Ilsbo 2:3              | Husgrund, förhistorisk/medeltida |              | Ilsbo, Hälsingland  |       | 61.848057, 17.064059 | 10241800020003 | Ladda upp en bild av detta fornminne |
| Ilsbo 2:4              | Husgrund, förhistorisk/medeltida |              | Ilsbo, Hälsingland  |       | 61.847947, 17.064224 | 10241800020004 | Ladda upp en bild av detta fornminne |
| Ilsbo 3:1              | Hög                              |              | Ilsbo, Hälsingland  |       | 61.848348, 17.068465 | 10241800030001 | Ladda upp en bild av detta fornminne |
| Ilsbo 3:2              | Stensättning                     |              | Ilsbo, Hälsingland  |       | 61.848348, 17.067877 | 10241800030002 | Ladda upp en bild av detta fornminne |
| Ilsbo 5:1              | Hög                              |              | Ilsbo, Hälsingland  |       | 61.852150, 17.065972 | 10241800050001 | Ladda upp en bild av detta fornminne |
| Ilsbo 7:1              | Hög                              |              | Ilsbo, Hälsingland  |       | 61.851731, 17.044659 | 10241800070001 | Ladda upp en bild av detta fornminne |
| Ättehögen (Ilsbo 8:1)  | Hög                              |              | Ilsbo, Hälsingland  |       | 61.856242, 17.044233 | 10241800080001 | Ladda upp en bild av detta fornminne |
| Ilsbo 9:1              | Stensättning                     |              | Ilsbo, Hälsingland  |       | 61.855843, 17.043820 | 10241800090001 | Ladda upp en bild av detta fornminne |
| Ilsbo 9:2              | Stensättning                     |              | Ilsbo, Hälsingland  |       | 61.855855, 17.044060 | 10241800090002 | Ladda upp en bild av detta fornminne |
| Ilsbo 9:3              | Stensättning                     |              | Ilsbo, Hälsingland  |       | 61.855882, 17.044035 | 10241800090003 | Ladda upp en bild av detta fornminne |
| Ilsbo 23:1             | Begravningsplats                 |              | Ilsbo, Hälsingland  |       | 61.878256, 17.036242 | 10241800230001 | Ladda upp en bild av detta fornminne |
| Ilsbo 27:1             | Hög                              |              | Ilsbo, Hälsingland  |       | 61.852290, 17.031649 | 10241800270001 | Ladda upp en bild av detta fornminne |
| Kyrkhagen (Ilsbo 29:1) | Grav- och boplatsområde          |              | Ilsbo, Hälsingland  |       | 61.847854, 17.070365 | 10241800290001 | Ladda upp en bild av detta fornminne |
| Ilsbo 36:1             | Hög                              |              | Ilsbo, Hälsingland  |       | 61.857863, 17.040525 | 10241800360001 | Ladda upp en bild av detta fornminne |
| Ilsbo 44:1             | Stensättning                     |              | Ilsbo, Hälsingland  |       | 61.851020, 17.073915 | 10241800440001 | Ladda upp en bild av detta fornminne |
| Ilsbo 44:2             | Hög                              |              | Ilsbo, Hälsingland  |       | 61.851159, 17.073960 | 10241800440002 | Ladda upp en bild av detta fornminne |
| Ilsbo 44:3             | Hög                              |              | Ilsbo, Hälsingland  |       | 61.851008, 17.074104 | 10241800440003 | Ladda upp en bild av detta fornminne |
| Ilsbo 46:1             | Hög                              |              | Ilsbo, Hälsingland  |       | 61.857825, 17.038622 | 10241800460001 | Ladda upp en bild av detta fornminne |
| Ilsbo 46:2             | Hög                              |              | Ilsbo, Hälsingland  |       | 61.857885, 17.038385 | 10241800460002 | Ladda upp en bild av detta fornminne |
| Ilsbo 47:1             | Stensättning                     |              | Ilsbo, Hälsingland  |       | 61.856018, 17.042070 | 10241800470001 | Ladda upp en bild av detta fornminne |
| Börberget (Ilsbo 50:1) | Fornborg                         |              | Ilsbo, Hälsingland  |       | 61.833502, 17.028721 | 10241800500001 | Ladda upp en bild av detta fornminne |
| Ilsbo 51:1             | Hög                              |              | Ilsbo, Hälsingland  |       | 61.881975, 17.035478 | 10241800510001 | Ladda upp en bild av detta fornminne |
| Ilsbo 75:1             | Husgrund, förhistorisk/medeltida |              | Ilsbo, Hälsingland  |       | 61.847486, 17.075370 | 10241800750001 | Ladda upp en bild av detta fornminne |
| Ilsbo 75:2             | Husgrund, förhistorisk/medeltida |              | Ilsbo, Hälsingland  |       | 61.847566, 17.075591 | 10241800750002 | Ladda upp en bild av detta fornminne |
| Ilsbo 75:3             | Husgrund, förhistorisk/medeltida |              | Ilsbo, Hälsingland  |       | 61.847731, 17.075757 | 10241800750003 | Ladda upp en bild av detta fornminne |

## Jättendal
| Namn                         | Lämningstyp                      | Tillkomsttid | Historisk indelning    | Plats | Läge                 | ID-nr          | Bild                                      |
| ---------------------------- | -------------------------------- | ------------ | ---------------------- | ----- | -------------------- | -------------- | ----------------------------------------- |
| Jättendal 1:1                | Gravfält                         |              | Jättendal, Hälsingland |       | 61.974117, 17.239977 | 10242100010001 | Ladda upp en bild av detta fornminne      |
| Jättendal 2:1                | Gravfält                         |              | Jättendal, Hälsingland |       | 61.977741, 17.240202 | 10242100020001 | Ladda upp en bild av detta fornminne      |
| Jättendal 3:1                | Stensättning                     |              | Jättendal, Hälsingland |       | 61.976905, 17.240053 | 10242100030001 | Ladda upp en bild av detta fornminne      |
| Jättendal 4:1                | Hög                              |              | Jättendal, Hälsingland |       | 61.976580, 17.239793 | 10242100040001 | Ladda upp en bild av detta fornminne      |
| Jättendal 4:2                | Hög                              |              | Jättendal, Hälsingland |       | 61.976650, 17.239618 | 10242100040002 | Ladda upp en bild av detta fornminne      |
| Jättendal 7:1                | Gravfält                         |              | Jättendal, Hälsingland |       | 61.978668, 17.246700 | 10242100070001 | Ladda upp en bild av detta fornminne      |
| Jättendal 9:1                | Hög                              |              | Jättendal, Hälsingland |       | 61.978144, 17.247093 | 10242100090001 | Ladda upp en bild av detta fornminne      |
| Jättendal 10:1               | Gravfält                         |              | Jättendal, Hälsingland |       | 61.980098, 17.250427 | 10242100100001 | Ladda upp en bild av detta fornminne      |
| Jättendal 11:1               | Gravfält                         |              | Jättendal, Hälsingland |       | 61.982764, 17.253081 | 10242100110001 | Ladda upp en bild av detta fornminne      |
| Jättendal 12:1               | Gravfält                         |              | Jättendal, Hälsingland |       | 61.983379, 17.253869 | 10242100120001 | Ladda upp en bild av detta fornminne      |
| Jättendal 13:1               | Hög                              |              | Jättendal, Hälsingland |       | 61.980230, 17.253828 | 10242100130001 | Ladda upp en bild av detta fornminne      |
| Jättendal 13:2               | Stensättning                     |              | Jättendal, Hälsingland |       | 61.980261, 17.253433 | 10242100130002 | Ladda upp en bild av detta fornminne      |
| Jättendal 14:1               | Hög                              |              | Jättendal, Hälsingland |       | 61.978757, 17.253539 | 10242100140001 | Ladda upp en bild av detta fornminne      |
| Jättendal 15:1               | Hög                              |              | Jättendal, Hälsingland |       | 61.978917, 17.255155 | 10242100150001 | Ladda upp en bild av detta fornminne      |
| Jättendal 15:2               | Hög                              |              | Jättendal, Hälsingland |       | 61.978661, 17.254945 | 10242100150002 | Ladda upp en bild av detta fornminne      |
| Jättendal 16:1               | Hög                              |              | Jättendal, Hälsingland |       | 61.975941, 17.250465 | 10242100160001 | Ladda upp en bild av detta fornminne      |
| Jättendal 16:2               | Hög                              |              | Jättendal, Hälsingland |       | 61.975807, 17.251162 | 10242100160002 | Ladda upp en bild av detta fornminne      |
| Jättendal 17:1               | Gravfält                         |              | Jättendal, Hälsingland |       | 61.974402, 17.242973 | 10242100170001 | Ladda upp en bild av detta fornminne      |
| Jättendal 19:1               | Hög                              |              | Jättendal, Hälsingland |       | 61.973232, 17.235875 | 10242100190001 | Ladda upp en bild av detta fornminne      |
| Jättendal 19:3               | Hög                              |              | Jättendal, Hälsingland |       | 61.972676, 17.236070 | 10242100190003 | Ladda upp en bild av detta fornminne      |
| Jättendal 19:4               | Husgrund, förhistorisk/medeltida |              | Jättendal, Hälsingland |       | 61.973000, 17.235627 | 10242100190004 | Ladda upp en bild av detta fornminne      |
| Jättendal 20:1               | Runristning                      |              | Jättendal, Hälsingland |       | 61.974072, 17.258904 | 10242100200001 | Ladda upp en till bild av detta fornminne |
| Jättendal 21:1               | Hög                              |              | Jättendal, Hälsingland |       | 61.960963, 17.245973 | 10242100210001 | Ladda upp en bild av detta fornminne      |
| Jättendal 22:1               | Hög                              |              | Jättendal, Hälsingland |       | 61.960172, 17.245787 | 10242100220001 | Ladda upp en bild av detta fornminne      |
| Jättendal 23:1               | Stensättning                     |              | Jättendal, Hälsingland |       | 61.968713, 17.242226 | 10242100230001 | Ladda upp en bild av detta fornminne      |
| Jättendal 23:2               | Hög                              |              | Jättendal, Hälsingland |       | 61.968546, 17.242778 | 10242100230002 | Ladda upp en bild av detta fornminne      |
| Jättendal 23:3               | Hög                              |              | Jättendal, Hälsingland |       | 61.968536, 17.241833 | 10242100230003 | Ladda upp en bild av detta fornminne      |
| Jättendal 24:1               | Hög                              |              | Jättendal, Hälsingland |       | 61.968048, 17.240935 | 10242100240001 | Ladda upp en bild av detta fornminne      |
| Jättendal 26:1               | Grav- och boplatsområde          |              | Jättendal, Hälsingland |       | 61.959634, 17.255463 | 10242100260001 | Ladda upp en bild av detta fornminne      |
| Jättendal 27:1               | Hög                              |              | Jättendal, Hälsingland |       | 61.960792, 17.259301 | 10242100270001 | Ladda upp en bild av detta fornminne      |
| Jättendal 28:1               | Hög                              |              | Jättendal, Hälsingland |       | 61.958279, 17.255750 | 10242100280001 | Ladda upp en bild av detta fornminne      |
| Jättendal 28:2               | Hög                              |              | Jättendal, Hälsingland |       | 61.958394, 17.255948 | 10242100280002 | Ladda upp en bild av detta fornminne      |
| Jättendal 29:1               | Gravfält                         |              | Jättendal, Hälsingland |       | 61.961331, 17.255083 | 10242100290001 | Ladda upp en bild av detta fornminne      |
| Jättendal 30:1               | Grav- och boplatsområde          |              | Jättendal, Hälsingland |       | 61.965030, 17.278172 | 10242100300001 | Ladda upp en bild av detta fornminne      |
| Jättendal 31:1               | Hög                              |              | Jättendal, Hälsingland |       | 61.970912, 17.282100 | 10242100310001 | Ladda upp en bild av detta fornminne      |
| Jättendal 31:2               | Husgrund, förhistorisk/medeltida |              | Jättendal, Hälsingland |       | 61.970907, 17.281867 | 10242100310002 | Ladda upp en bild av detta fornminne      |
| Jättendal 32:1               | Stensättning                     |              | Jättendal, Hälsingland |       | 61.981614, 17.256226 | 10242100320001 | Ladda upp en bild av detta fornminne      |
| Jättendal 32:2               | Stensättning                     |              | Jättendal, Hälsingland |       | 61.981425, 17.255991 | 10242100320002 | Ladda upp en bild av detta fornminne      |
| Jättendal 32:3               | Stensättning                     |              | Jättendal, Hälsingland |       | 61.981232, 17.255460 | 10242100320003 | Ladda upp en bild av detta fornminne      |
| Jättendal 33:1               | Hög                              |              | Jättendal, Hälsingland |       | 61.971245, 17.284238 | 10242100330001 | Ladda upp en bild av detta fornminne      |
| Jättendal 33:2               | Stensättning                     |              | Jättendal, Hälsingland |       | 61.971074, 17.284173 | 10242100330002 | Ladda upp en bild av detta fornminne      |
| Jättendal 33:3               | Stensättning                     |              | Jättendal, Hälsingland |       | 61.971071, 17.284435 | 10242100330003 | Ladda upp en bild av detta fornminne      |
| Jättendal 34:1               | Hög                              |              | Jättendal, Hälsingland |       | 61.979767, 17.285170 | 10242100340001 | Ladda upp en bild av detta fornminne      |
| Jättendal 34:2               | Hög                              |              | Jättendal, Hälsingland |       | 61.979389, 17.285320 | 10242100340002 | Ladda upp en bild av detta fornminne      |
| Jättendal 35:1               | Hög                              |              | Jättendal, Hälsingland |       | 61.983980, 17.267369 | 10242100350001 | Ladda upp en bild av detta fornminne      |
| Jättendal 36:1               | Hög                              |              | Jättendal, Hälsingland |       | 61.981882, 17.280170 | 10242100360001 | Ladda upp en bild av detta fornminne      |
| Jättendal 36:2               | Stensättning                     |              | Jättendal, Hälsingland |       | 61.981824, 17.279831 | 10242100360002 | Ladda upp en bild av detta fornminne      |
| Jättendal 37:1               | Hög                              |              | Jättendal, Hälsingland |       | 61.983406, 17.279781 | 10242100370001 | Ladda upp en bild av detta fornminne      |
| Jättendal 38:1               | Gravfält                         |              | Jättendal, Hälsingland |       | 61.983109, 17.274721 | 10242100380001 | Ladda upp en bild av detta fornminne      |
| Jättendal 39:1               | Stensättning                     |              | Jättendal, Hälsingland |       | 61.983288, 17.276723 | 10242100390001 | Ladda upp en bild av detta fornminne      |
| Jättendal 39:2               | Stensättning                     |              | Jättendal, Hälsingland |       | 61.983490, 17.276631 | 10242100390002 | Ladda upp en bild av detta fornminne      |
| Jättendal 39:3               | Stensättning                     |              | Jättendal, Hälsingland |       | 61.983461, 17.276243 | 10242100390003 | Ladda upp en bild av detta fornminne      |
| Jättendal 40:1               | Stensättning                     |              | Jättendal, Hälsingland |       | 61.983046, 17.269638 | 10242100400001 | Ladda upp en bild av detta fornminne      |
| Jättendal 40:2               | Stensättning                     |              | Jättendal, Hälsingland |       | 61.983178, 17.269510 | 10242100400002 | Ladda upp en bild av detta fornminne      |
| Jättendal 40:3               | Hög                              |              | Jättendal, Hälsingland |       | 61.983239, 17.269944 | 10242100400003 | Ladda upp en bild av detta fornminne      |
| Jättendal 40:4               | Stensättning                     |              | Jättendal, Hälsingland |       | 61.982787, 17.268936 | 10242100400004 | Ladda upp en bild av detta fornminne      |
| Jättendal 40:6               | Husgrund, förhistorisk/medeltida |              | Jättendal, Hälsingland |       | 61.982753, 17.269927 | 10242100400006 | Ladda upp en bild av detta fornminne      |
| Jättendal 40:7               | Husgrund, förhistorisk/medeltida |              | Jättendal, Hälsingland |       | 61.982779, 17.270364 | 10242100400007 | Ladda upp en bild av detta fornminne      |
| Jättendal 41:1               | Hög                              |              | Jättendal, Hälsingland |       | 61.982007, 17.267302 | 10242100410001 | Ladda upp en bild av detta fornminne      |
| Jättendal 43:1               | Hög                              |              | Jättendal, Hälsingland |       | 61.984348, 17.291062 | 10242100430001 | Ladda upp en bild av detta fornminne      |
| Jättendal 45:1               | Grav- och boplatsområde          |              | Jättendal, Hälsingland |       | 61.972733, 17.273734 | 10242100450001 | Ladda upp en bild av detta fornminne      |
| Jättendal 47:1               | Röse                             |              | Jättendal, Hälsingland |       | 61.944756, 17.332035 | 10242100470001 | Ladda upp en bild av detta fornminne      |
| Jättendal 48:1               | Röse                             |              | Jättendal, Hälsingland |       | 61.944745, 17.334166 | 10242100480001 | Ladda upp en bild av detta fornminne      |
| Jättendal 48:2               | Röse                             |              | Jättendal, Hälsingland |       | 61.944654, 17.334284 | 10242100480002 | Ladda upp en bild av detta fornminne      |
| Jättendal 49:1               | Röse                             |              | Jättendal, Hälsingland |       | 61.937780, 17.323021 | 10242100490001 | Ladda upp en bild av detta fornminne      |
| Jättendal 52:1               | Gravfält                         |              | Jättendal, Hälsingland |       | 61.964639, 17.320800 | 10242100520001 | Ladda upp en bild av detta fornminne      |
| Jättendal 54:1               | Röse                             |              | Jättendal, Hälsingland |       | 61.961311, 17.370817 | 10242100540001 | Ladda upp en bild av detta fornminne      |
| Jättendal 54:2               | Röse                             |              | Jättendal, Hälsingland |       | 61.961426, 17.370219 | 10242100540002 | Ladda upp en bild av detta fornminne      |
| Jättendal 54:3               | Röse                             |              | Jättendal, Hälsingland |       | 61.961316, 17.369772 | 10242100540003 | Ladda upp en bild av detta fornminne      |
| Jättendal 55:1               | Röse                             |              | Jättendal, Hälsingland |       | 61.959831, 17.369622 | 10242100550001 | Ladda upp en bild av detta fornminne      |
| Jättendal 55:2               | Röse                             |              | Jättendal, Hälsingland |       | 61.959966, 17.369239 | 10242100550002 | Ladda upp en bild av detta fornminne      |
| Jättendal 55:3               | Röse                             |              | Jättendal, Hälsingland |       | 61.959830, 17.368863 | 10242100550003 | Ladda upp en bild av detta fornminne      |
| Jättendal 56:1               | Röse                             |              | Jättendal, Hälsingland |       | 61.958898, 17.364174 | 10242100560001 | Ladda upp en bild av detta fornminne      |
| Jättendal 56:2               | Röse                             |              | Jättendal, Hälsingland |       | 61.959343, 17.363502 | 10242100560002 | Ladda upp en bild av detta fornminne      |
| Jättendal 57:1               | Röse                             |              | Jättendal, Hälsingland |       | 61.964372, 17.361180 | 10242100570001 | Ladda upp en bild av detta fornminne      |
| Jättendal 58:1               | Röse                             |              | Jättendal, Hälsingland |       | 61.963268, 17.350684 | 10242100580001 | Ladda upp en bild av detta fornminne      |
| Jättendal 59:1               | Gravfält                         |              | Jättendal, Hälsingland |       | 61.968090, 17.372114 | 10242100590001 | Ladda upp en bild av detta fornminne      |
| Jättendal 60:1               | Röse                             |              | Jättendal, Hälsingland |       | 61.969012, 17.378816 | 10242100600001 | Ladda upp en bild av detta fornminne      |
| Jättendal 61:1               | Röse                             |              | Jättendal, Hälsingland |       | 61.967196, 17.368965 | 10242100610001 | Ladda upp en bild av detta fornminne      |
| Jättendal 61:2               | Röse                             |              | Jättendal, Hälsingland |       | 61.967208, 17.368736 | 10242100610002 | Ladda upp en bild av detta fornminne      |
| Jättendal 63:1               | Röse                             |              | Jättendal, Hälsingland |       | 61.972431, 17.368705 | 10242100630001 | Ladda upp en bild av detta fornminne      |
| Jättendal 64:1               | Röse                             |              | Jättendal, Hälsingland |       | 61.967706, 17.366630 | 10242100640001 | Ladda upp en bild av detta fornminne      |
| Jättendal 65:1               | Röse                             |              | Jättendal, Hälsingland |       | 61.959436, 17.353923 | 10242100650001 | Ladda upp en bild av detta fornminne      |
| Jättendal 66:1               | Begravningsplats                 |              | Jättendal, Hälsingland |       | 61.948473, 17.473345 | 10242100660001 | Ladda upp en bild av detta fornminne      |
| Jättendal 66:4               | Husgrund, historisk tid          |              | Jättendal, Hälsingland |       | 61.949160, 17.473308 | 10242100660004 | Ladda upp en bild av detta fornminne      |
| Slaktstenen (Jättendal 70:2) | Husgrund, historisk tid          |              | Jättendal, Hälsingland |       | 61.957041, 17.498630 | 10242100700002 | Ladda upp en bild av detta fornminne      |
| Jättendal 72:1               | Hög                              |              | Jättendal, Hälsingland |       | 62.008629, 17.242998 | 10242100720001 | Ladda upp en bild av detta fornminne      |
| Jättendal 74:1               | Hög                              |              | Jättendal, Hälsingland |       | 62.012384, 17.248931 | 10242100740001 | Ladda upp en bild av detta fornminne      |
| Jättendal 76:1               | Hög                              |              | Jättendal, Hälsingland |       | 62.018985, 17.258019 | 10242100760001 | Ladda upp en bild av detta fornminne      |
| Jättendal 76:2               | Hög                              |              | Jättendal, Hälsingland |       | 62.018981, 17.257709 | 10242100760002 | Ladda upp en bild av detta fornminne      |
| Jättendal 76:3               | Hög                              |              | Jättendal, Hälsingland |       | 62.019085, 17.257948 | 10242100760003 | Ladda upp en bild av detta fornminne      |
| Jättendal 78:1               | Stensättning                     |              | Jättendal, Hälsingland |       | 62.020662, 17.263064 | 10242100780001 | Ladda upp en bild av detta fornminne      |
| Jättendal 78:2               | Stensättning                     |              | Jättendal, Hälsingland |       | 62.020725, 17.263395 | 10242100780002 | Ladda upp en bild av detta fornminne      |
| Jättendal 78:3               | Hög                              |              | Jättendal, Hälsingland |       | 62.020510, 17.263885 | 10242100780003 | Ladda upp en bild av detta fornminne      |
| Jättendal 78:4               | Stensättning                     |              | Jättendal, Hälsingland |       | 62.020462, 17.264154 | 10242100780004 | Ladda upp en bild av detta fornminne      |
| Jättendal 79:1               | Hög                              |              | Jättendal, Hälsingland |       | 62.018535, 17.272326 | 10242100790001 | Ladda upp en bild av detta fornminne      |
| Jättendal 80:1               | Hög                              |              | Jättendal, Hälsingland |       | 62.016742, 17.279796 | 10242100800001 | Ladda upp en bild av detta fornminne      |
| Jättendal 80:2               | Husgrund, förhistorisk/medeltida |              | Jättendal, Hälsingland |       | 62.017049, 17.279847 | 10242100800002 | Ladda upp en bild av detta fornminne      |
| Jättendal 80:3               | Husgrund, förhistorisk/medeltida |              | Jättendal, Hälsingland |       | 62.016962, 17.278963 | 10242100800003 | Ladda upp en bild av detta fornminne      |
| Jättendal 80:4               | Husgrund, förhistorisk/medeltida |              | Jättendal, Hälsingland |       | 62.016979, 17.279870 | 10242100800004 | Ladda upp en bild av detta fornminne      |
| Jättendal 81:1               | Hög                              |              | Jättendal, Hälsingland |       | 62.015474, 17.280526 | 10242100810001 | Ladda upp en bild av detta fornminne      |
| Jättendal 81:3               | Hög                              |              | Jättendal, Hälsingland |       | 62.015126, 17.280069 | 10242100810003 | Ladda upp en bild av detta fornminne      |
| Jättendal 81:4               | Stensättning                     |              | Jättendal, Hälsingland |       | 62.015208, 17.279970 | 10242100810004 | Ladda upp en bild av detta fornminne      |
| Jättendal 83:1               | Husgrund, förhistorisk/medeltida |              | Jättendal, Hälsingland |       | 62.014284, 17.288018 | 10242100830001 | Ladda upp en bild av detta fornminne      |
| Jättendal 83:2               | Husgrund, förhistorisk/medeltida |              | Jättendal, Hälsingland |       | 62.014547, 17.287958 | 10242100830002 | Ladda upp en bild av detta fornminne      |
| Jättendal 83:3               | Hög                              |              | Jättendal, Hälsingland |       | 62.014683, 17.287799 | 10242100830003 | Ladda upp en bild av detta fornminne      |
| Jättendal 83:4               | Husgrund, förhistorisk/medeltida |              | Jättendal, Hälsingland |       | 62.014400, 17.287753 | 10242100830004 | Ladda upp en bild av detta fornminne      |
| Jättendal 85:1               | Husgrund, förhistorisk/medeltida |              | Jättendal, Hälsingland |       | 62.014982, 17.292746 | 10242100850001 | Ladda upp en bild av detta fornminne      |
| Jättendal 85:2               | Hög                              |              | Jättendal, Hälsingland |       | 62.014531, 17.292983 | 10242100850002 | Ladda upp en bild av detta fornminne      |
| Jättendal 86:1               | Husgrund, förhistorisk/medeltida |              | Jättendal, Hälsingland |       | 62.012440, 17.275542 | 10242100860001 | Ladda upp en bild av detta fornminne      |
| Jättendal 86:2               | Hög                              |              | Jättendal, Hälsingland |       | 62.012260, 17.276183 | 10242100860002 | Ladda upp en bild av detta fornminne      |
| Jättendal 86:3               | Husgrund, förhistorisk/medeltida |              | Jättendal, Hälsingland |       | 62.012035, 17.277700 | 10242100860003 | Ladda upp en bild av detta fornminne      |
| Jättendal 86:4               | Husgrund, förhistorisk/medeltida |              | Jättendal, Hälsingland |       | 62.011899, 17.277681 | 10242100860004 | Ladda upp en bild av detta fornminne      |
| Jättendal 87:1               | Hög                              |              | Jättendal, Hälsingland |       | 62.006501, 17.253630 | 10242100870001 | Ladda upp en bild av detta fornminne      |
| Jättendal 87:2               | Husgrund, förhistorisk/medeltida |              | Jättendal, Hälsingland |       | 62.006688, 17.253992 | 10242100870002 | Ladda upp en bild av detta fornminne      |
| Jättendal 88:1               | Hög                              |              | Jättendal, Hälsingland |       | 62.007987, 17.255403 | 10242100880001 | Ladda upp en bild av detta fornminne      |
| Jättendal 88:2               | Hög                              |              | Jättendal, Hälsingland |       | 62.008382, 17.255897 | 10242100880002 | Ladda upp en bild av detta fornminne      |
| Jättendal 89:1               | Hög                              |              | Jättendal, Hälsingland |       | 62.008084, 17.253116 | 10242100890001 | Ladda upp en bild av detta fornminne      |
| Jättendal 90:1               | Husgrund, förhistorisk/medeltida |              | Jättendal, Hälsingland |       | 62.011981, 17.265345 | 10242100900001 | Ladda upp en bild av detta fornminne      |
| Jättendal 90:2               | Husgrund, förhistorisk/medeltida |              | Jättendal, Hälsingland |       | 62.011780, 17.265361 | 10242100900002 | Ladda upp en bild av detta fornminne      |
| Jättendal 90:5               | Hög                              |              | Jättendal, Hälsingland |       | 62.012054, 17.265957 | 10242100900005 | Ladda upp en bild av detta fornminne      |
| Jättendal 91:1               | Hög                              |              | Jättendal, Hälsingland |       | 62.012753, 17.262382 | 10242100910001 | Ladda upp en bild av detta fornminne      |
| Jättendal 91:2               | Hög                              |              | Jättendal, Hälsingland |       | 62.012896, 17.261992 | 10242100910002 | Ladda upp en bild av detta fornminne      |
| Jättendal 91:3               | Stensättning                     |              | Jättendal, Hälsingland |       | 62.012999, 17.262085 | 10242100910003 | Ladda upp en bild av detta fornminne      |
| Jättendal 92:1               | Hög                              |              | Jättendal, Hälsingland |       | 61.977005, 17.235989 | 10242100920001 | Ladda upp en bild av detta fornminne      |
| Jättendal 92:2               | Hög                              |              | Jättendal, Hälsingland |       | 61.976994, 17.235626 | 10242100920002 | Ladda upp en bild av detta fornminne      |
| Jättendal 92:3               | Stensättning                     |              | Jättendal, Hälsingland |       | 61.976898, 17.235732 | 10242100920003 | Ladda upp en bild av detta fornminne      |
| Jättendal 92:4               | Stensättning                     |              | Jättendal, Hälsingland |       | 61.976988, 17.235087 | 10242100920004 | Ladda upp en bild av detta fornminne      |
| Jättendal 98:1               | Grav- och boplatsområde          |              | Jättendal, Hälsingland |       | 62.008407, 17.288335 | 10242100980001 | Ladda upp en bild av detta fornminne      |
| Jättendal 100:1              | Gravfält                         |              | Jättendal, Hälsingland |       | 61.954753, 17.345408 | 10242101000001 | Ladda upp en bild av detta fornminne      |
| Jättendal 102:1              | Röse                             |              | Jättendal, Hälsingland |       | 61.935025, 17.318507 | 10242101020001 | Ladda upp en bild av detta fornminne      |
| Jättendal 102:2              | Röse                             |              | Jättendal, Hälsingland |       | 61.934943, 17.318343 | 10242101020002 | Ladda upp en bild av detta fornminne      |
| Jättendal 102:3              | Röse                             |              | Jättendal, Hälsingland |       | 61.934733, 17.318008 | 10242101020003 | Ladda upp en bild av detta fornminne      |
| Jättendal 104:1              | Hög                              |              | Jättendal, Hälsingland |       | 61.979567, 17.278082 | 10242101040001 | Ladda upp en bild av detta fornminne      |
| Jättendal 104:2              | Stensättning                     |              | Jättendal, Hälsingland |       | 61.979530, 17.278419 | 10242101040002 | Ladda upp en bild av detta fornminne      |
| Jättendal 104:3              | Hög                              |              | Jättendal, Hälsingland |       | 61.979538, 17.278797 | 10242101040003 | Ladda upp en bild av detta fornminne      |
| Jättendal 104:4              | Hög                              |              | Jättendal, Hälsingland |       | 61.979566, 17.279096 | 10242101040004 | Ladda upp en bild av detta fornminne      |
| Jättendal 106:1              | Hög                              |              | Jättendal, Hälsingland |       | 61.960614, 17.255570 | 10242101060001 | Ladda upp en bild av detta fornminne      |
| Jättendal 106:2              | Stensättning                     |              | Jättendal, Hälsingland |       | 61.960698, 17.255802 | 10242101060002 | Ladda upp en bild av detta fornminne      |
| Jättendal 106:3              | Hög                              |              | Jättendal, Hälsingland |       | 61.960874, 17.256669 | 10242101060003 | Ladda upp en bild av detta fornminne      |
| Jättendal 111:1              | Röse                             |              | Jättendal, Hälsingland |       | 61.941240, 17.350234 | 10242101110001 | Ladda upp en bild av detta fornminne      |
| Jättendal 114:1              | Hög                              |              | Jättendal, Hälsingland |       | 61.962144, 17.258092 | 10242101140001 | Ladda upp en bild av detta fornminne      |
| Jättendal 114:2              | Husgrund, förhistorisk/medeltida |              | Jättendal, Hälsingland |       | 61.961999, 17.258089 | 10242101140002 | Ladda upp en bild av detta fornminne      |
| Jättendal 115:1              | Hög                              |              | Jättendal, Hälsingland |       | 61.960384, 17.261153 | 10242101150001 | Ladda upp en bild av detta fornminne      |
| Jättendal 115:2              | Hög                              |              | Jättendal, Hälsingland |       | 61.960504, 17.261128 | 10242101150002 | Ladda upp en bild av detta fornminne      |
| Jättendal 116:1              | Röse                             |              | Jättendal, Hälsingland |       | 61.967226, 17.379300 | 10242101160001 | Ladda upp en bild av detta fornminne      |
| Jättendal 116:2              | Röse                             |              | Jättendal, Hälsingland |       | 61.967288, 17.379723 | 10242101160002 | Ladda upp en bild av detta fornminne      |
| Jättendal 116:3              | Röse                             |              | Jättendal, Hälsingland |       | 61.967566, 17.380087 | 10242101160003 | Ladda upp en bild av detta fornminne      |
| Jättendal 116:4              | Röse                             |              | Jättendal, Hälsingland |       | 61.967761, 17.380135 | 10242101160004 | Ladda upp en bild av detta fornminne      |
| Jättendal 117:1              | Röse                             |              | Jättendal, Hälsingland |       | 61.953281, 17.377494 | 10242101170001 | Ladda upp en bild av detta fornminne      |
| Jättendal 118:1              | Gravfält                         |              | Jättendal, Hälsingland |       | 61.983253, 17.264837 | 10242101180001 | Ladda upp en bild av detta fornminne      |
| Jättendal 122:1              | Stensättning                     |              | Jättendal, Hälsingland |       | 62.014820, 17.282629 | 10242101220001 | Ladda upp en bild av detta fornminne      |
| Jättendal 123:1              | Hög                              |              | Jättendal, Hälsingland |       | 62.010761, 17.260608 | 10242101230001 | Ladda upp en bild av detta fornminne      |
| Jättendal 123:3              | Hög                              |              | Jättendal, Hälsingland |       | 62.010778, 17.260384 | 10242101230003 | Ladda upp en bild av detta fornminne      |
| Jättendal 123:4              | Husgrund, förhistorisk/medeltida |              | Jättendal, Hälsingland |       | 62.010917, 17.260482 | 10242101230004 | Ladda upp en bild av detta fornminne      |
| Jättendal 123:5              | Husgrund, förhistorisk/medeltida |              | Jättendal, Hälsingland |       | 62.011040, 17.260600 | 10242101230005 | Ladda upp en bild av detta fornminne      |
| Jättendal 124:1              | Hög                              |              | Jättendal, Hälsingland |       | 62.009474, 17.258419 | 10242101240001 | Ladda upp en bild av detta fornminne      |
| Jättendal 124:2              | Hög                              |              | Jättendal, Hälsingland |       | 62.009517, 17.258758 | 10242101240002 | Ladda upp en bild av detta fornminne      |
| Jättendal 124:3              | Hög                              |              | Jättendal, Hälsingland |       | 62.009296, 17.257799 | 10242101240003 | Ladda upp en bild av detta fornminne      |
| Jättendal 141:1              | Stensättning                     |              | Jättendal, Hälsingland |       | 62.020415, 17.259214 | 10242101410001 | Ladda upp en bild av detta fornminne      |
| Jättendal 144:1              | Hög                              |              | Jättendal, Hälsingland |       | 62.015217, 17.290165 | 10242101440001 | Ladda upp en bild av detta fornminne      |
| Jättendal 145:1              | Husgrund, förhistorisk/medeltida |              | Jättendal, Hälsingland |       | 62.009093, 17.256322 | 10242101450001 | Ladda upp en bild av detta fornminne      |
| Jättendal 145:8              | Husgrund, förhistorisk/medeltida |              | Jättendal, Hälsingland |       | 62.009266, 17.256837 | 10242101450008 | Ladda upp en bild av detta fornminne      |
| Jättendal 148:1              | Husgrund, förhistorisk/medeltida |              | Jättendal, Hälsingland |       | 62.011722, 17.261341 | 10242101480001 | Ladda upp en bild av detta fornminne      |
| Jättendal 148:2              | Husgrund, förhistorisk/medeltida |              | Jättendal, Hälsingland |       | 62.011683, 17.261086 | 10242101480002 | Ladda upp en bild av detta fornminne      |
| Jättendal 150:1              | Hög                              |              | Jättendal, Hälsingland |       | 62.013104, 17.272696 | 10242101500001 | Ladda upp en bild av detta fornminne      |
| Jättendal 152:1              | Stensättning                     |              | Jättendal, Hälsingland |       | 61.976904, 17.248736 | 10242101520001 | Ladda upp en bild av detta fornminne      |
| Jättendal 161:1              | Hög                              |              | Jättendal, Hälsingland |       | 61.977519, 17.233181 | 10242101610001 | Ladda upp en bild av detta fornminne      |
| Jättendal 169:1              | Hög                              |              | Jättendal, Hälsingland |       | 61.989175, 17.304973 | 10242101690001 | Ladda upp en bild av detta fornminne      |
| Jättendal 172:1              | Hög                              |              | Jättendal, Hälsingland |       | 61.984116, 17.293605 | 10242101720001 | Ladda upp en bild av detta fornminne      |
| Jättendal 172:2              | Hög                              |              | Jättendal, Hälsingland |       | 61.984331, 17.294008 | 10242101720002 | Ladda upp en bild av detta fornminne      |
| Jättendal 174:1              | Stensättning                     |              | Jättendal, Hälsingland |       | 61.981382, 17.258538 | 10242101740001 | Ladda upp en bild av detta fornminne      |
| Jättendal 175:1              | Stensättning                     |              | Jättendal, Hälsingland |       | 61.981319, 17.253670 | 10242101750001 | Ladda upp en bild av detta fornminne      |
| Jättendal 179:1              | Husgrund, förhistorisk/medeltida |              | Jättendal, Hälsingland |       | 61.954831, 17.240003 | 10242101790001 | Ladda upp en bild av detta fornminne      |
| Jättendal 180:1              | Stensättning                     |              | Jättendal, Hälsingland |       | 61.959978, 17.257195 | 10242101800001 | Ladda upp en bild av detta fornminne      |
| Jättendal 181:1              | Hög                              |              | Jättendal, Hälsingland |       | 61.958883, 17.255984 | 10242101810001 | Ladda upp en bild av detta fornminne      |
| Jättendal 183:1              | Stensättning                     |              | Jättendal, Hälsingland |       | 61.967617, 17.307353 | 10242101830001 | Ladda upp en bild av detta fornminne      |
| Jättendal 204:1              | Gravfält                         |              | Jättendal, Hälsingland |       | 61.931352, 17.335409 | 10242102040001 | Ladda upp en bild av detta fornminne      |
| Jättendal 205:1              | Stensättning                     |              | Jättendal, Hälsingland |       | 61.956045, 17.358199 | 10242102050001 | Ladda upp en bild av detta fornminne      |
| Jättendal 205:2              | Stensättning                     |              | Jättendal, Hälsingland |       | 61.955808, 17.358208 | 10242102050002 | Ladda upp en bild av detta fornminne      |
| Jättendal 206:1              | Stensättning                     |              | Jättendal, Hälsingland |       | 61.984086, 17.386957 | 10242102060001 | Ladda upp en bild av detta fornminne      |
| Jättendal 207:1              | Röse                             |              | Jättendal, Hälsingland |       | 61.958543, 17.354214 | 10242102070001 | Ladda upp en bild av detta fornminne      |
| Jättendal 208:1              | Röse                             |              | Jättendal, Hälsingland |       | 61.960514, 17.370408 | 10242102080001 | Ladda upp en bild av detta fornminne      |
| Jättendal 209:1              | Stensättning                     |              | Jättendal, Hälsingland |       | 61.961010, 17.340010 | 10242102090001 | Ladda upp en bild av detta fornminne      |
| Jättendal 210:1              | Röse                             |              | Jättendal, Hälsingland |       | 61.961419, 17.343815 | 10242102100001 | Ladda upp en bild av detta fornminne      |
| Jättendal 210:2              | Röse                             |              | Jättendal, Hälsingland |       | 61.961445, 17.342977 | 10242102100002 | Ladda upp en bild av detta fornminne      |
| Jättendal 210:3              | Röse                             |              | Jättendal, Hälsingland |       | 61.961284, 17.342024 | 10242102100003 | Ladda upp en bild av detta fornminne      |
| Jättendal 217:1              | Stensättning                     |              | Jättendal, Hälsingland |       | 61.958886, 17.244540 | 10242102170001 | Ladda upp en bild av detta fornminne      |
| Jättendal 237:1              | Stensättning                     |              | Jättendal, Hälsingland |       | 61.948827, 17.482575 | 10242102370001 | Ladda upp en bild av detta fornminne      |
| Jättendal 240:1              | Husgrund, historisk tid          |              | Jättendal, Hälsingland |       | 61.949881, 17.475628 | 10242102400001 | Ladda upp en bild av detta fornminne      |
| Jättendal 257:1              | Stensättning                     |              | Jättendal, Hälsingland |       | 62.013626, 17.281987 | 10242102570001 | Ladda upp en bild av detta fornminne      |